# Liste der Straßen und Plätze in Helmstedt

Stadt Helmstedt mit Ortsteilen im Landkreis Helmstedt

Die Stadt Helmstedt befindet sich im gleichnamigen Landkreis Helmstedt und gliedert sich in die Ortsteile Bad Helmstedt, Barmke, Büddenstedt, Emmerstedt, Kernstadt, Hohnsleben, Offleben und Reinsdorf.
Straßenverläufe bei Einbahnstraßen in Fahrtrichtung, sonst in alphabetischer Reihenfolge der Straßennamen.
Die Länge wurde mittels Google Earth als eine Annäherung an die tatsächlichen Gegebenheiten gemessen. Dabei sind Rundwege, Stichstraßen oder parallel führende Straßen berücksichtigt. Flächen von Plätzen sind als „Flächen“ gekennzeichnet.
Quelle: OpenStreetMap vom 2021-11-15
| Straßenname                                   | Ortsteil      | Stadtviertel   | Verlauf | Länge                                                       | Namensbezug                                                                      | Besonderheit | Bild                              |
| --------------------------------------------- | ------------- | -------------- | --- | ----------------------------------------------------------- | -------------------------------------------------------------------------------- | --- | --------------------------------- |
| Abteiweg (Lage)                               | Kernstadt     | Galgenbreite   | Beginnt und endet an der Ritterstraße. | 161 m                                                       | Abtei                                                                            | | Bild gesucht BW                   |
| Albert-Einstein-Weg (Lage)                    | Kernstadt     |                | Stichstraße vom Willy-Brandt-Ring. | 257 m                                                       | Physiker Albert Einstein                                                         | | Bild gesucht BW                   |
| Albert-Schweitzer-Weg (Lage)                  | Kernstadt     |                | Stichstraße vom südlichen Ring-Abschnitt des Willy-Brandt-Ring. | 72 m                                                        | Philosoph Albert Schweitzer                                                      | | Bild gesucht BW                   |
| Albrechtsplatz (Lage)                         | Kernstadt     |                | Grünanlage zwischen Albrechtsstraße, Gröpern, Kleiner Katthagen und Schützenwall. | Fläche 1022 m²                                              |                                                                                  | Kriegerdenkmal am Albrechtsplatz | Bild gesucht BW                   |
| Albrechtstraße (Lage)                         | Kernstadt     | Innenstadt     | Verläuft im Westen vom Gröpern nach Osten und geht in Ziegenmarkt über, der wiederum in Streplingerrode übergeht | 272 m                                                       |                                                                                  | | Bild gesucht BW                   |
| Alersstraße (Lage)                            | Kernstadt     |                | Verläuft von Carlsstraße nach Cornringstraße | 166 m                                                       |                                                                                  | | Bild gesucht BW                   |
| Allenackerfeld (Lage)                         | Büddenstedt   |                | Von der Bahnhofstraße endet außerhalb des Orts | 541 m                                                       |                                                                                  | | Bild gesucht BW                   |
| Allerweg (Lage)                               | Kernstadt     | Ziegelberg     | Stichstraße von Elbestraße und Verlängerung von Havelstraße | 22 m                                                        | Fluss Aller                                                                      | | Bild gesucht BW                   |
| Alte Dorfstraße (Lage)                        | Reinsdorf     |                | Hauptstraße die den gesamten Ort Reinsdorf durchquert. Alle weiteren Straßen gehen von ihr ab. Geht in Lindenstraße über. | 531 m                                                       |                                                                                  | Dorfgemeinschaftshaus, ehemalige Ortsfeuerwehr Reinsdorf, Heimatmuseum Reinsdorf, ev.-luth. Kirche Reinsdorf-Hohnsleben                                                                                         |                                   |
| Alte Lüneburger Heerstraße (Lage)             | Emmerstedt    |                | Verbindet Barmke mit Süpplingenburg |                                                             | Stadt Lüneburg, Heerstraße                                                       | | Bild gesucht BW                   |
| Alte Mühle (Lage)                             | Emmerstedt    |                | Stichstraße in südöstliche Richtung am Ende von Bauernbreite. | 266 m                                                       | Wassermühle                                                                      | | Bild gesucht BW                   |
| Alte Rottorfer Straße (Lage)                  | Barmke        |                | Von Rennauer Straße, endet an einer Kreuzung mit Übergang in einen Feldweg in nördlicher Richtung und Heidberg in östlicher Richtung. | 140 m                                                       | Ort Rottorf am Klei                                                              | | Bild gesucht BW                   |
| Alte Siedlung (Lage)                          | Emmerstedt    |                | Von Hauptstraße nach Wiesenstraße. | 202 m                                                       | Siedlung                                                                         | | Bild gesucht BW                   |
| Alter Schwanefelder Weg (Lage)                | Kernstadt     | Warneckenberg  | Von Chardstraße nach Goethestraße. | 625 m                                                       | Ort Schwanefeld                                                                  | | Bild gesucht BW                   |
| Alversdorfer Straße (Lage)                    | Offleben      |                | Hauptstraße, die von West nach Ost den Ort durchquert. Kurz vor Ortsausgang im Osten Übergang in die Barneberger Straße. | 1455 m                                                      | Ort Alversdorf                                                                   | (zuvor Bahnhofsstraße) Ehemalige Hl.-Familie-Kirche |                                   |
| Am Buchenhang (Lage)                          | Kernstadt     | Gartenstadt    | Von Beendorfer Straße nach Birkenweg. | 182 m                                                       | Baum Buche                                                                       | | Bild gesucht BW                   |
| Am Burgberge (Lage)                           | Bad Helmstedt |                | Beginnt am westlichen Ortseingang und endet etwa in der Ortsmitte jeweils am Brunnenweg. | 746 m                                                       | Mittelalterliche Wehrbau, Burg                                                   | | Bild gesucht BW                   |
| Am Bötschenberg (Lage)                        | Kernstadt     |                | Stichstraße ab Kreuzung Am Heuerskamp und Landgrabentrift. Unterquert die Autobahn A2. | 483 m                                                       |                                                                                  | Gymnasium am Bötschenberg, Politische Bildungsstätte Helmstedt e. V., Helmstedter SV |                                   |
| Am Finkenherd (Lage)                          | Kernstadt     | Gartenstadt    | Beginnt an der Beendorfer Straße und endet am Sonnenweg. | 199 m                                                       |                                                                                  | | Bild gesucht BW                   |
| Am Friedhof (Lage)                            | Emmerstedt    |                | Stichstraße von Alte Siedlung. | 70 m                                                        | Friedhof                                                                         | | Bild gesucht BW                   |
| Am Heuerskamp (Lage)                          | Kernstadt     | Gartenstadt    | Beginnt an der Kreuzung Am Bötschenberg/Landgrabentrift und endet in Roter Torweg. | 434 m                                                       |                                                                                  | Raststätte an der A2 Helmstedt Süd | Bild gesucht BW                   |
| Am Kraftwerk Buschhaus (Lage)                 | Büddenstedt   |                | Stichstraße von der Bundesstraße 244 zwischen Esbeck und Helmstedt nach Osten. | 496 m                                                       | Kraftwerk Buschhaus                                                              | Kraftwerk Buschhaus |                                   |
| Am Lehberge (Lage)                            | Emmerstedt    |                | Von der Bergstraße zur Emmastraße. | 206 m                                                       |                                                                                  | Grundschule Emmerstedt | Bild gesucht BW                   |
| Am Lohen (Lage)                               | Emmerstedt    | Windmühlenberg | Von der Neuen Breite führt Am Lohen durch das Gewerbegebiet und endet im Westen in einer Sackgasse. | 868 m                                                       |                                                                                  | Gewerbegebiet Neue Breite Nord | Bild gesucht BW                   |
| Am Ludgerihof (Lage)                          | Kernstadt     |                | Beginnt im Norden an der Kreuzung Goethestraße und endet im Süden der Kreuzung Poststraße/Magdeburger Straße/Magdeburger Tor. Teil der östlichen innenstädtischen Umfahrung. | 408 m                                                       | Missionar Liudger                                                                | Kloster St. Ludgeri, Polizeikommissariat Helmstedt, Obstwiese, Grünanlage mit Gewässer, Taubenhaus, Türkentor                                                                                                   | Türkentor Am Ludgerihof Helmstedt |
| Am Pfarrgarten (Lage)                         | Offleben      |                | Einbahnstraße von der Gerhart-Hauptmann-Straße in die Kirchstraße. | 107 m                                                       | Pfarrer                                                                          | | Bild gesucht BW                   |
| Am Rathaus (Lage)                             | Büddenstedt   |                | Beginnt am Am Ring und endet am Rathausplatz. | 102 m                                                       | Rathaus                                                                          | Heimatmuseum Büddenstedt, Rathaus Büddenstedt | Bild gesucht BW                   |
| Am Ring (Lage)                                | Büddenstedt   |                | Beginnt im Norden am Am Rathaus und endet im Süden am Martin-Luther-Platz. | 160 m                                                       | Straßenverlauf Ringstraße                                                        | | Bild gesucht BW                   |
| Am Sandmorgen (Lage)                          | Barmke        |                | Von Brunsolstraße nach Dorfplatz. | 190 m                                                       |                                                                                  | | Bild gesucht BW                   |
| Am Schützenplatz (Lage)                       | Emmerstedt    |                | Beginnt im Süden an Hauptstraße und geht im Norden in Kleestraße über. | 104 m                                                       |                                                                                  | Feuerwehr Emmerstedt, Schützenhaus |                                   |
| Am Schwarzen Berg (Lage)                      | Emmerstedt    | Windmühlenberg | Stichstraße von Tonwerke. | 317 m                                                       |                                                                                  | | Bild gesucht BW                   |
| Am Sportplatz (Lage)                          | Büddenstedt   |                | Beginnt im Norden am Am Tagebau und endet im Süden an Schulstraße. | 323 m                                                       | Sportplatz                                                                       | Sportplatz | Bild gesucht BW                   |
| Am Steinmühlenkamp (Lage)                     | Kernstadt     |                | Stichstraße von Calvörder Straße. | 127 m                                                       | Bergbau                                                                          | Strohmühlenteich | Bild gesucht BW                   |
| Am Tagebau (Lage)                             | Büddenstedt   |                | Beginnt im Süden als Verlängerung der Königsberger Straße, verläuft parallel zum renaturierten Braunkohletagebau und endet im Norden Am Sportplatz. | 1000 m                                                      | Tagebau                                                                          | Nicht in allen Kartendiensten verzeichnet. | Bild gesucht BW                   |
| Am Thymiansberge (Lage)                       | Emmerstedt    |                | Von Barmker Straße nach Bergstraße. | 152 m                                                       | Thymiane                                                                         | | Bild gesucht BW                   |
| Am Wallgraben (Lage)                          | Kernstadt     | Innenstadt     | Stichstraße von Walpurgisstraße. | 104 m                                                       | Wallanlage                                                                       | Verbindungsweg | Bild gesucht BW                   |
| Am Warneckenberg (Lage)                       | Kernstadt     | Maschsiedlung  | Fußweg von Alter Schwanefelder Weg nach Maschweg. | 310 m                                                       |                                                                                  | Verbindungsweg Nicht in allen Kartendiensten verzeichnet. | Bild gesucht BW                   |
| Amselweg (Lage)                               | Emmerstedt    |                | Stichstraße von Auf der Höhe. | 78 m                                                        | Vogelart Amsel                                                                   | | Bild gesucht BW                   |
| Amselweg (Lage)                               | Reinsdorf     |                | Von Alte Dorfstraße im Osten beginnend endet der westliche Teil nach der Kreuzung Fasanenweg in einer Sackgasse. | 284 m                                                       | Vogelart Amsel                                                                   | | Bild gesucht BW                   |
| Amtsgasse (Lage)                              | Kernstadt     | Innenstadt     | Einbahnstraße von Bötticherstraße nach Collegienstraße. In der Verlängerung in Georgienstraße. | 51 m                                                        |                                                                                  | Kreisvolkshochschule Helmstedt | Bild gesucht BW                   |
| An den Lübbensteinen (Lage)                   | Kernstadt     |                | Stichstraße von Pastorenweg. | 168 m                                                       | Jungsteinzeitliche Grabstätte Lübbensteine                                       | Friedhof St. Marienberg | Bild gesucht BW                   |
| An der Bleiche (Lage)                         | Kernstadt     |                | Stichstraße von der Kreuzung Goethestraße/Walbecker Straße. | 149 m                                                       |                                                                                  | | Bild gesucht BW                   |
| An der Blume (Lage)                           | Emmerstedt    |                | Stichstraße von Bergstraße. | 81 m                                                        |                                                                                  | | Bild gesucht BW                   |
| An der Gartenfreiheit (Lage)                  | Kernstadt     |                | Stichstraße von Im Bohnenkampe. | 126 m                                                       |                                                                                  | | Bild gesucht BW                   |
| An der Mühle (Lage)                           | Hohnsleben    |                | Stichstraße von Hohnsleber Straße. | 252 m                                                       |                                                                                  | | Bild gesucht BW                   |
| Annabergstraße (Lage)                         | Kernstadt     |                | Von der Emmerstedter Straße nach Marientaler Straße. | 117 m                                                       |                                                                                  | | Bild gesucht BW                   |
| Auf dem Plane (Lage)                          | Emmerstedt    |                | Im Westen beginnend an der Kreuzung Schmiedestraße/Twete ringstraßenartig mit Kreuzung Sportplatzstraße im Südosten und Nordosten. Verlängerung der Nordöstlichen Kreuzung in die Wiesenstraße. | 100 m                                                       |                                                                                  | | Bild gesucht BW                   |
| Auf der Höhe (Lage)                           | Emmerstedt    |                | Im Süden abgehend von der Hauptstraße im Norden Übergang in den Drosselweg. | 399 m                                                       |                                                                                  | | Bild gesucht BW                   |
| Bäckerweg (Lage)                              | Kernstadt     | Gartenstadt    | Von Birkenweg nach Roter Torweg/Sonnenweg. | 100 m                                                       |                                                                                  | Fußweg | Bild gesucht BW                   |
| Badergasse (Lage)                             | Kernstadt     | Innenstadt     | Stichstraße von Stobenstraße. Durchgang für Fußgehende und Radfahrende zur Bötticherstraße möglich. | 50 m                                                        |                                                                                  | Kleine Parkanlage Rosengarten. | Bild gesucht BW                   |
| Bahnhofstraße (Lage)                          | Büddenstedt   |                | Ab Rathausplatz nach Nordwesten. Nach der Kreuzung Allenackerfeld als Stichstraße in Ringform. | 577 m                                                       | Bahnhof                                                                          | | Bild gesucht BW                   |
| Bahnhofstraße (Lage)                          | Kernstadt     |                | Beginnt an der Poststraße, verläuft parallel zur Bahnstrecke Braunschweig—Magdeburg und endet in der Schöninger Straße. | 607 m                                                       | Bahnhof                                                                          | Stadtarchiv Helmstedt, Helmstedt Hauptbahnhof | Bild gesucht BW                   |
| Bardenbike (Lage)                             | Barmke        |                | Beginnt im Süden am Rathausplatz und verläuft nordwestlich. Endet als Sackgasse im Norden in einem Ring. | 200 m                                                       |                                                                                  | Es gibt keinen Bahnhof in Büddenstedt. | Bild gesucht BW                   |
| Barmker Straße (Lage)                         | Emmerstedt    |                | Beginnt im westlichen Ortsteil an der Hauptstraße und verlässt im Norden den Ort. | 383 m                                                       | Straße nach Barmke                                                               | Landesstraße 297 | Bild gesucht BW                   |
| Barneberger Straße (Lage)                     | Offleben      |                | Beginnt westlich als Übergang von der Alversdorfer Straße und verlässt östlich den Ort. | 339 m                                                       | Ort Barneberg                                                                    | Dorfgemeinschaftshaus, Kindergarten, Sportplatz | Bild gesucht BW                   |
| Batteriewall (Lage)                           | Kernstadt     | Innenstadt     | Beginnt im Norden an der Neumärker Straße, verläuft im Westen parallel zur Juliusstraße, südwestlich zur Wilhelmsstraße und südlich weiter bis zur Kreuzung Postraße/Schöningerstraße/Südertor/Wilhelmstraße. | 537 m                                                       | Mittelalterliche Befestigungsanlage (Wallanlage)                                 | Zonengrenzmuseum Helmstedt, Verwaltungsgebäude Landkreis Helmstedt | Bild gesucht BW                   |
| Bauernbreite (Lage)                           | Emmerstedt    |                | Beginnt im Norden an der Hauptstraße und endet im Süden in einer Sackgasse. Ein Feldweg führt außerhalb des Kernorts zu Alte Mühle. | 264 m                                                       | Beruf des Landwirts                                                              | | Bild gesucht BW                   |
| Bauerstraße (Lage)                            | Kernstadt     | Innenstadt     | Verläuft als Verlängerung der Stobenstraße als Einbahnstraße zur Kreuzung Rosenwinkel/Lindenplatz. | 304 m                                                       | Beruf des Landwirts                                                              | Landkreis Helmstedt Verwaltungsgebäude, Sporthalle | Bild gesucht BW                   |
| Beek (Lage)                                   | Kernstadt     | Innenstadt     | Beginnt an Edelhöfe und führt am südlichen Teil des Wallplatz zur Rosmarinstraße. | 251 m                                                       | Mittelniederdeutsche Bezeichnung für einen Bach                                  | | Bild gesucht BW                   |
| Beendorfer Straße (Lage)                      | Kernstadt     |                | Beginnt im Süden am Magdeburger Tor, verläuft nach Nordosten, unterquert die Bahnstrecke Braunschweig–Magdeburg, knickt erst links nach Norden und kurz darauf an der Kreuzung Goethestraße nach Osten ab. | 1048 m                                                      | Ort Beendorf                                                                     | Kindergarten, Lebenshilfe Helmstedt, Telekom Vermittlungsstelle, Ludgeriteich | Bild gesucht BW                   |
| Beethovenstraße (Lage)                        | Kernstadt     | Maschsiedlung  | Beginnt im Westen an der Johann-Sebastian-Bach-Straße und endet im Osten am Maschweg. | 270 m                                                       | Komponist Ludwig van Beethoven                                                   | | Bild gesucht BW                   |
| Beguinenstraße (Lage)                         | Kernstadt     | Innenstadt     | Beginnt im Westen an der Kreuzung Lindenstraße / Lindenplatz / Südertor und endet im Osten im ringförmig geführten Großer Kirchhof. | 116 m                                                       | Beguinen                                                                         | St.-Stephani-Kirche | Bild gesucht BW                   |
| Beireisstraße (Lage)                          | Kernstadt     |                | Beginnt an der Carlstraße und endet in der Leuckartstraße. | 91 m                                                        | Arzt Gottfried Christoph Beireis                                                 | | Bild gesucht BW                   |
| Bekassinenweg (Lage)                          | Emmerstedt    |                | Stichstraße von der Fasanenstraße. Fußweg nach Zur Neuen Breite. | 120 m                                                       | Vogelart Bekassine                                                               | Fußwege zu Neue Siedlung und via Spielplatz/Grünanlage zu Auf der Höhe | Bild gesucht BW                   |
| Bergstraße (Lage)                             | Büddenstedt   |                | Beginnt im Norden als Verlängerung der Schulstraße an der Kreuzung Bahnhofstraße/Schulstraße und endet im Süden an der Wulfersdorfer Straße. | 423 m                                                       |                                                                                  | | Bild gesucht BW                   |
| Bergstraße (Lage)                             | Emmerstedt    |                | Beginnt im Süden an der Hauptstraße und endet im Norden in einer Sackgasse/Feldweg. | 495 m                                                       |                                                                                  | | Bild gesucht BW                   |
| Bergweg (Lage)                                | Kernstadt     | Gartenstadt    | Beginnt östlich am Landgrabentrift und endet westlich in Roter Torweg. | 324 m                                                       |                                                                                  | | Bild gesucht BW                   |
| Berliner Platz (Lage)                         | Büddenstedt   |                | Südöstliche Seite eines Dreiecks aus Bergstraße (Westen) und Bahnhofstraße (Norden). | 74 m                                                        | Stadt Berlin                                                                     | Grünanlage | Bild gesucht BW                   |
| Berliner Platz (Lage)                         | Kernstadt     | Ziegelberg     | Als Ringstraße an der Liegnitzer Straße (Süden) und Stettiner Straße (Norden). | Fläche 870 m²                                               | Stadt Berlin                                                                     | | Bild gesucht BW                   |
| Beuteweg (Lage)                               | Emmerstedt    |                | Beginnt als Stichstraße von Imkerweg und verläuft nach Westen. Gabelt sich in einen nordwestlich und südwestlich verlaufenden Teil. | 108 m                                                       | Umliegende und angrenzende Straßen haben Bezug auf Honig-Produktion bzw. Imkerei | Feldweg Baugebiet „Im Rottlande II“ | Bild gesucht BW                   |
| Bienenweg (Lage)                              | Emmerstedt    |                | Ab Imkerweg als Stichstraße nach Westen. | 86 m                                                        | Umliegende und angrenzende Straßen haben Bezug auf Honig-Produktion bzw. Imkerei | Baugebiet „Im Rottlande II“ | Bild gesucht BW                   |
| Bindegasse (Lage)                             | Kernstadt     | Innenstadt     | Von Bötticherstraße nach Stobenstraße. | 40 m                                                        |                                                                                  | | Bild gesucht BW                   |
| Birkenstraße (Lage)                           | Büddenstedt   |                | Beginnt im Süden an der Gartenstraße und endet im Norden an der Oststraße. | 336 m                                                       | Baumart Birken                                                                   | | Bild gesucht BW                   |
| Birkenweg (Lage)                              | Kernstadt     | Gartenstadt    | Beginnt im Süden an der Beendorfer Straße, knickt im Norden nach Westen und verläuft mit einem südlichen Schlenker nach Roter Torweg. | 537 m                                                       | Baumart Birken                                                                   | | Bild gesucht BW                   |
| Bismarckstraße (Lage)                         | Kernstadt     |                | Beginnt im Norden an der Bülowstraße und endet im Süden an der Freiher-von-Stein-Straße. | 398 m                                                       | Politiker Otto von Bismarck                                                      | | Bild gesucht BW                   |
| Blankenburger Straße (Lage)                   | Kernstadt     |                | Stichstraße von der Kreuzung mit der Beendorfer Straße, mit einem südwestlichen Abschnitt und einem wesentlich längeren östlich verlaufenden Straßenteil. | 295 m                                                       | Stadt Blankenburg                                                                | | Bild gesucht BW                   |
| Bötticherstraße (Lage)                        | Kernstadt     | Innenstadt     | Beginnt im Süden an der Neumärker Straße. Nach der Kreuzung mit der Bindegasse verläuft sie weiter als Einbahnstraße in nördlicher Richtung zur Kreuzung Juliusplatz/Badergasse. Im weiteren Verlauf ist sie bis zur Kreuzung Albrechtstraße in beide Richtungen befahrbar. Anschließend wieder als Einbahnstraße bis zur Kreuzung Langer Steinweg.                                                                        | 407 m                                                       | Handwerksberuf des Böttchers (Küfer)                                             | Ehemalige Universität Helmstedt Juleum, Justizvollzugsanstalt Helmstedt, Kreisvolkshochschule Helmstedt, Amtsgericht Helmstedt                                                                                  | Bild gesucht BW                   |
| Brahmsweg (Lage)                              | Kernstadt     | Maschsiedlung  | Im Süden von der Beethovenstraße im Norden in der Mozartstraße endend. | 100 m                                                       | Komponist Johannes Brahms                                                        | | Bild gesucht BW                   |
| Brandenburger Straße (Lage)                   | Kernstadt     |                | An der Calvörder Straße im Westen startend, südöstlich verlaufend und in einem großen Bogen nach Südwesten an der Leipziger Straße endend. | 617 m                                                       | Region Brandenburg                                                               | | Bild gesucht BW                   |
| Braunschweiger Straße (Lage)                  | Kernstadt     |                | Im Westen als Verlängerung von Braunschweiger Tor beginnend und im Osten ab der Kreuzung mit der Leuckartstraße als Einbahnstraße in Gröpern endend. | 265 m                                                       | Stadt Braunschweig                                                               | | Bild gesucht BW                   |
| Braunschweiger Tor (Lage)                     | Kernstadt     |                | Im Westen außerhalb des Stadtgebiets als Verlängerung der B1 an der Kreuzung der B244/B1 beginnend und weiter östlich innerhalb des Stadtgebiet in Braunschweiger Straße übergehend. | 733 m                                                       | Stadt Braunschweig                                                               | Lübbensteine, Kloster Marienberg | Bild gesucht BW                   |
| Breslauer Straße (Lage)                       | Kernstadt     | Ziegelberg     | Vom Südosten von der Kreuzung Liegnitzer Straße als Verlängerung der Waldenburger Straße beginnend und im Nordwesten in der Kreuzung Reichenberger Straße endend. Die Verlängerung ist die Gleiwitzer Straße. | 229 m                                                       | Bezug auf die schlesische Stadt Breslau, heute die polnische Stadt Wrocław       | | Bild gesucht BW                   |
| Breslauer Straße (Lage)                       | Offleben      |                | Stichstraße von der Lindenstraße. | 135 m                                                       | Bezug auf die schlesische Stadt Breslau, heute die polnische Stadt Wrocław       | Grundschule Offleben | Bild gesucht BW                   |
| Brockenblick (Lage)                           | Kernstadt     |                | Beginnend an der Kreuzung Calvörder Straße enden jeweils ein nördlicher und ein südlicher Abschnitt in einer Sackgasse. | 488 m                                                       | Berg im Harz (Brocken)                                                           | Strohmühlenteich, Naturfreundehaus Helmstedt | Bild gesucht BW                   |
| Bruchweg (Lage)                               | Kernstadt     |                | Beginnt im Norden als Verlängerung der Industriestraße und endet im Süden am Pastorenweg. | 683 m                                                       |                                                                                  | Industrie- und Gewerbegebiet | Bild gesucht BW                   |
| Brunnenweg (Lage)                             | Bad Helmstedt |                | Beginnend in der Kernstadt an der Kreuzung Beendorfer Straße/Leipziger Straße, verläuft die Straße in nordöstlicher Richtung, unterquert die Bundesautobahn 2 und führt durch den Lappwald in den Stadtteil Bad Helmstedt, wo sie die Hauptstraße darstellt und den Ort östlich verlässt. Kurz hinter dem Ortsausgang befindet sich die Landesgrenze zu Sachsen-Anhalt und der Ort Beendorf.                               | 2418 m (nur innerhalb des Ortsteils)                        | Brunnen                                                                          | Verbindet die Kernstadt mit dem Stadtteil Bad Helmstedt, Brunndentheater | Bild gesucht BW                   |
| Brunsolstraße (Lage)                          | Barmke        |                | Beginnt als Verlängerung von Im Hagen und verlässt im Süden den Ort. | 160 m                                                       | Ansiedlung in Emmerstedt (Brunsole)                                              | | Bild gesucht BW                   |
| Büddenstedter Weg (Lage)                      | Kernstadt     |                | Beginnt im Norden am Harbker Weg, verläuft parallel zur Bahnstrecke Braunschweig–Magdeburg und nach der Kreuzung Galenbreite durch ein Gewerbegebiet und endet in einer Stichstraße, an dessen Ende sich ein Parkplatz „Lappwaldsee“ befindet. | 986 m                                                       | Ort Büddenstedt                                                                  | Lappwaldsee | Bild gesucht BW                   |
| Bülowstraße (Lage)                            | Kernstadt     |                | Von Elzweg im Westen nach Gustav-Steinbrecher-Straße im Osten. | 278 m                                                       |                                                                                  | Gesundheitsamt der Stadt Helmstedt | Bild gesucht BW                   |
| Bunzlauer Straße (Lage)                       | Kernstadt     | Ziegelberg     | Stichstraße von Reichenberger Straße. Verlängerung als Fußweg bis Liegnitzer Straße. | 133 m                                                       | Nach der niederschlesischen Stadt Bunzlau, heute die polnische Stadt Bolesławiec | | Bild gesucht BW                   |
| Buschmühle (Lage)                             | Barmke        |                | Im Norden als Stichstraße von Weidenkampstraße, nördlich der Bundesautobahn 2 und somit außerhalb des Kernorts gelegen. | 413 m                                                       |                                                                                  | Buschmühlenteich | Bild gesucht BW                   |
| Bussardweg (Lage)                             | Emmerstedt    |                | Als Stichstraße von Fasanenstraße abgehend. Fußwege mit Verbindung zu Auf der Höhe, Falkenweg und Rebhuhnweg. | 46 m                                                        | Vogelart der Bussarde                                                            | | Bild gesucht BW                   |
| Calvörder Straße (Lage)                       | Kernstadt     |                | Im Westen von der Leipziger Straße nach Osten verlaufend. Endet an Brockenblick. | 182 m                                                       | Ort Calvörde                                                                     | St.-Christophorus-Kirche, Ludgerikreuz |                                   |
| Carl-von-Ossietzky-Weg (Lage)                 | Kernstadt     |                | Beginnt und endet am süd-westlichen Ring-Abschnitts des Willy-Brandt-Ring. Mehrere Fußwege zur Parkanlage Piepenbrink gehen hier ab. | 177 m                                                       | Schriftsteller Carl von Ossietzky                                                | | Bild gesucht BW                   |
| Carlstraße (Lage)                             | Kernstadt     |                | Im Norden in südwestlicher Richtung von der Friedrichstraße abgehende Einbahnstraße bis zur Kreuzung Alersstraße/Beireisstraße verlaufend. In der Verlängerung in beide Richtungen befahrbar. Endet am Cornringplatz. | 385 m                                                       |                                                                                  | | Bild gesucht BW                   |
| Caseliusweg (Lage)                            | Kernstadt     |                | Im Westen als Stichstraße von Mosheimerstraße beginnend. Am östlichen Ende Fußwege zu Elzweg und Heinrich-Kremp-Straße. | 192 m                                                       | Philologe Johannes Caselius                                                      | | Bild gesucht BW                   |
| Chardstraße (Lage)                            | Kernstadt     | Warneckenberg  | Im Westen als Verlängerung von Alter Schwanefelder Weg südöstlich verlaufend und endet in der Verlängerung zu Roter Torweg. | 353 m                                                       | Partnerstadt Chard                                                               | Fußweg zu Polizeiwache Autobahn | Bild gesucht BW                   |
| Charlotte-von-Veltheim-Weg (Lage)             | Kernstadt     |                | Stichstraße im Süden von Braunschweiger Tor abgehend. In der Fußwege zur Conringstraße, Klosterstraße und Wallgasse. | 130 m                                                       | Klostervorsteherin Charlotte von Veltheim                                        | Kloster St. Marienberg, Verwaltungsgebäude des Landkreises Helmstedt, Lebenshilfe Helmstedt-Wolfenbüttel | Bild gesucht BW                   |
| Chemnitzer Straße (Lage)                      | Kernstadt     |                | Im Norden abgehend von Leipziger Straße südwestlich verlaufend. Abgehende Stichstraßen und Fußwege. Im Süden Kreuzung zur Zwickauer Straße. | 386 m                                                       | Stadt Chemnitz                                                                   | | Bild gesucht BW                   |
| Collegienplatz (Lage)                         | Kernstadt     | Innenstadt     | Zwischen Bötticherstraße im Westen, Juliusplatz im Norden, Collegienstraße im Osten und Amtsgasse im Süden gelegen. | Fläche 770 m²                                               |                                                                                  | Juleum (ehemalige Universität), Kreisvolkshochschule Helmstedt | Bild gesucht BW                   |
| Collegienstraße (Lage)                        | Kernstadt     | Innenstadt     | Im Norden als Einbahnstraße vom Juliusplatz in südlicher Richtung verlaufend. Ab der Kreuzung Amtsgasse/Georgienstraße in der Verlängerung als Sackgasse. Am südlichen Ende befindet sich ein Fußweg in die Neumärker Straße. | 401 m                                                       |                                                                                  | | Bild gesucht BW                   |
| Conringplatz (Lage)                           | Kernstadt     |                | Im Nordwesten an der Kreuzung Carlstraße/Conringstraße beginnend, im nordöstlichen Teil Kreuzung mit Marienstraße, im südöstlichen Teil Kreuzung mit Kleiner Katthagen und Kreuzung Wohldamm. Im südwestlichen Teil Kreuzung mit Wallgasse. | Fläche 1285 m²                                              |                                                                                  | | Bild gesucht BW                   |
| Conringstraße (Lage)                          | Kernstadt     |                | Von Cornringplatz im Osten nordwestlich verlaufend und am Triftweg endend. | 412 m                                                       |                                                                                  | Helios St. Marienberg Klinik Helmstedt, Verwaltungsgebäude des Landkreises Helmstedt. | Bild gesucht BW                   |
| Cranachweg (Lage)                             | Kernstadt     |                | In nördlicher Richtung verlaufende Stichstraße von Rembrandstraße. | 60 m                                                        |                                                                                  | | Bild gesucht BW                   |
| Dammgarten (Lage)                             | Kernstadt     |                | Beginnt im Süden am Braunschweiger Tor und endet im Norden an Pastorenweg. | 300 m                                                       |                                                                                  | | Bild gesucht BW                   |
| Danziger Straße (Lage)                        | Kernstadt     | Ziegelberg     | Beginnt im Norden an der Kreuzung Berliner Platz/Liegnitzer Straße und endet im Süden an der Tilsiter Straße. | 256 m                                                       | Nach der pommerschen Stadt Danzig, heute polnische Stadt Gdańsk                  | | Bild gesucht BW                   |
| Dessauer Straße (Lage)                        | Kernstadt     |                | Beginnt an der Erfurter Straße und endet an der Leipziger Straße. | 160 m                                                       | Stadt Dessau                                                                     | | Bild gesucht BW                   |
| Diamantenweg (Lage)                           | Kernstadt     |                | Beginnt östlich als Stichstraße von Triftweg. Fußweg verbindet das westliche Ende mit Pastorenweg und einer Grünfläche/Spielplatz. | 136 m                                                       | Diamant                                                                          | | Bild gesucht BW                   |
| Dieselstraße (Lage)                           | Emmerstedt    |                | Beginnt an der Kreuzung mit Von-Guericke-Straße und verläuft in Nord/Süd-Richtung. Endet jeweils in Stichstraßen. Feldweg im südlichen Teil zum Pastorenweg. | 960 m                                                       | Ingenieur Rudolf Diesel                                                          | Betriebshof KVG Braunschweig, Industriegebiet Helmstedt-Emmerstedt | Bild gesucht BW                   |
| Dietrich-Bonhoeffer-Straße (Lage)             | Kernstadt     |                | Beginnt im Norden an der Henkestraße und verläuft in südwestlicher Richtung. Endet an der Pestalozzistraße. | 419 m                                                       | Widerstandskämpfer Dietrich Bonhoeffer                                           | St.-Thomas-Kirche, Kriegerdenkmal, Kindergarten St. Thomas | Bild gesucht BW                   |
| Doktor-Heinrich-Jasper-Straße (Lage)          | Büddenstedt   |                | Beginnt im Süden an Gartenstraße, verläuft nordwestlich und endet an Wilhelm-Raabe-Straße. | 405 m                                                       | Politiker Heinrich Jasper                                                        | Diese Straße existiert auch in der Kernstadt. | Bild gesucht BW                   |
| Dorfbreite (Lage)                             | Barmke        |                | Im Osten an der Kreuzung Lindenhorst/Loopgraben beginnend in westlicher Richtung verlaufend. Endet im Osten in einem Feldfed am Ortsrand. | 749 m                                                       | Dorf                                                                             | | Bild gesucht BW                   |
| Dorfplatz (Lage)                              | Barmke        |                | Im Norden an der Kreuzung Lindenhost/In der Tweete/Zum Stüh als Weiterführung von dem aus Nordwesten kommenden Lindenhorst beginnend. Südwestlicher Verlauf als Straße aus dem Ort heraus. Im weiteren Verlauf zum Ort Süpplingenburg. | 240 m                                                       | Dorf                                                                             | Eher Straße als „Platz“. | Bild gesucht BW                   |
| Dormblick (Lage)                              | Barmke        |                | Beginnt im Norden an Dorfbreite und verläuft zunächst in südwestlicher Richtung. Knickt dann nach Osten ab und endet im weiteren Verlauf an Loopgraben. | 273 m                                                       | Höhenzug Dorm                                                                    | | Bild gesucht BW                   |
| Doktor-Heinrich-Jasper-Straße (Lage)          | Kernstadt     |                | Beginnt im Westen an Gustav-Steinbrecher-Straße, verläuft östlich und endet an Schöninger Straße. | 378 m                                                       | Politiker Heinrich Jasper                                                        | Diese Straße existiert auch im Ortsteil Büddenstedt. | Bild gesucht BW                   |
| Drei Linden (Lage)                            | Kernstadt     |                | Stichstraße von Sandbreite. Nordwestlicher Verlauf. | 115 m                                                       | Baumart Linden                                                                   | | Bild gesucht BW                   |
| Dresdener Straße (Lage)                       | Kernstadt     |                | Südwestlich verlaufende Stichstraße von Leipziger Straße. Weitere abgehende Stichstraßen zu den Wohngebäuden. Fußwege zu den umliegenden Grünanlagen. | 444 m                                                       | Stadt Dresden                                                                    | | Bild gesucht BW                   |
| Drosselweg (Lage)                             | Emmerstedt    |                | Sackgasse in westlicher Verlängerung von Auf der Höhe. | 73 m                                                        | Vogel Drossel                                                                    | | Bild gesucht BW                   |
| Dunkles Tor (Lage)                            | Kernstadt     | Innenstadt     | Durchgang in einem Wohnhaus führt vom Markt über einen kleinen Verbindungsweg zur Stolzengasse bzw. Edelhöfe. | 50 m                                                        | Breiter Fußweg durch Wohngebäude                                                 | Verbindungsweg | Bild gesucht BW                   |
| Dürerplatz (Lage)                             | Kernstadt     |                | In südliche Richtung verlaufende Stichstraße von Rembrandstraße. Fußwege an Runstedter Straße und In der Gehrenbreite. | Fläche 1800 m²                                              | Maler Albrecht Dürer                                                             | | Bild gesucht BW                   |
| Edelhöfe (Lage)                               | Kernstadt     | Innenstadt     | Beginnt im Nordwesten an der Kreuzung Fechtbogen/Rosmarinstraße, verläuft südöstlich bis zur Kreuzung Beek/Edelhöfe. Verläuft dann weiter in südlicher Richtung und endet an der Kreuzung Papenberg/Magdeburger Straße. | 214 m                                                       |                                                                                  | Parkhaus Edelhöfe, Ärztezentrum | Bild gesucht BW                   |
| Eisenweg (Lage)                               | Emmerstedt    | Windmühlenberg | Westlich verlaufende Stichstraße von Tonwerke. Endet in einem Wendehammer, der nördlich liegt. | 146 m                                                       |                                                                                  | | Bild gesucht BW                   |
| Elbestraße (Lage)                             | Kernstadt     | Ziegelberg     | Geht im Südosten von Memelstraße ab und quert nach Norden die Kreuzung Allerweg/Havelstraße. Anschließend knickt sie westlich ab. Der weitere Verlauf führt südwestlich und geht in die Havelstraße über, die dann am südwestlichsten Punkt in östliche Richtung weiter verläuft, die Kreuzung zur Elbestraße quert und in der Sackgasse Allerweg endet.                                                                   | 272 m                                                       | Fluss Elbe                                                                       | Ringförmig mit unterschiedlichen Straßennamen. | Bild gesucht BW                   |
| Elmblick (Lage)                               | Barmke        |                | Geht im Südosten von Dorfplatz ab und führt in nordwestliche Richtung nach Dormblick. | 203 m                                                       | Höhenzug Elm                                                                     | | Bild gesucht BW                   |
| Elzweg (Lage)                                 | Kernstadt     |                | Beginnt im Südwesten an der Kreuzung Glockbergstraße/Kantstraße. Führt auf der südwestlichen Seite als Stichstraße unter der Bundesstraße 244 hindurch. Im Nordöstlicher Richtung führt sie Richtung Stadtzentrum und endet an der Kreuzung Henkestraße/Wilhelmstraße/Leuckartstraße/Gustav-Steinbrecher-Straße. | 910 m                                                       | Höhenzug Elz                                                                     | Landkreis Helmstedt Gesundheitsamt, Kreismusikschule Helmstedt | Bild gesucht BW                   |
| Emil-von-Behring-Straße (Lage)                | Kernstadt     |                | Nördlich gelegene Stichstraße von Bülowstraße. | 130 m                                                       | Mediziner Emil von Behring                                                       | Landkreis Helmstedt Gesundheitsamt | Bild gesucht BW                   |
| Emmastraße (Lage)                             | Emmerstedt    |                | Beginnt im Süden an Hauptstraße und führt in nordöstlicher Richtung bis zu einer Gabelung. In der östlichen Weiterführung als Zur Neuen Breite. In der nördlichen Weiterführung als Emmastraße bis zum Ortsrand. Weiterführung als Feldweg bis Beuteweg. | 345 m                                                       |                                                                                  | Schützenhaus Emmerstedt | Bild gesucht BW                   |
| Emmerstedter Landstraße (Lage)                | Emmerstedt    |                | Beginnt im Osten als Verlängerung der Emmerstedter Straße der Kernstadt. Nach der Unterquerung der Bundesstraße 244 führt sie in westliche Richtung zwischen Industriegebiet Helmstedt-Emmerstedt im Süden und Windmühlenberg im Norden zum Stadtteil Emmerstedt. Ab Ortseingang als Hauptstraße fortgesetzt. Quert die Bahnstrecke Grasleben—Oebisfelde (Abschnitt Grasleben—Helmstedt)                                   | 1059 m                                                      | Straße nach Emmerstedt                                                           | Industriegebiet Helmstedt-Emmerstedt | Bild gesucht BW                   |
| Emmerstedter Straße (Lage)                    | Kernstadt     |                | Von der Kreuzung Konrad-Adenauer-Platz/Marientaler Straße nach Nordwesten verlaufende Straße, die im weiteren Verlauf nach dem Ortsausgang zur Emmerstedter Landstraße wird. | 814 m                                                       | Ort Emmerstedt                                                                   | Industriegebiet, Bahnstrecke Helmstedt—Oebisfelde, Katasteramt Helmstedt | Bild gesucht BW                   |
| Emmi-Lademann-Straße (Lage)                   | Kernstadt     |                | Stichstraße vom Magdeburger Tor. | 312 m                                                       | Pädagogin Emmi Lademann (Lademann-Realschule)                                    | Baugebiet am St. Stephani Friedhof | Bild gesucht BW                   |
| Erfurter Straße (Lage)                        | Kernstadt     |                | Beginnt im Nordwesten im Übergang von Hallesche Straße, verläuft nach Süden, knickt dann nach Osten ab und endet an der Leipziger Straße. | 420 m                                                       | Stadt Erfurt                                                                     | | Bild gesucht BW                   |
| Ernst-Koch-Straße (Lage)                      | Kernstadt     |                | Von der Doktor-Heinrich-Jasper-Straße im Norden und in südliche Richtung verlaufende Straße. Endet an der Hermann-Stöber-Straße. | 133 m                                                       |                                                                                  | Finanzamt Helmstedt | Bild gesucht BW                   |
| Ernst-Reuter Straße (Lage)                    | Kernstadt     |                | Beginnt im Nordwesten an Elzweg und verläuft in einem östlich ausgerichteten Bogen nach Süden. Endet an der Freiherr-von-Stein-Straße. | 541 m                                                       | Politiker Ernst Reuter                                                           | Berufsbildende Schulen Helmstedt | Bild gesucht BW                   |
| Eupener Straße (Lage)                         | Kernstadt     |                | Von Feldstraße nach Norden an Triftweg endend. | 124 m                                                       | Stadt Eupen                                                                      | | Bild gesucht BW                   |
| Falkenweg (Lage)                              | Emmerstedt    |                | Stichstraße von Neue Siedlung in nordöstlicher Richtung verlaufend. Am Ende befindet sich ein Fußweg, der zum Rebhuhnweg, Bussardweg und weiter bis zu Auf der Höhe führt. | 120 m                                                       | Vogelart Falken                                                                  | | Bild gesucht BW                   |
| Farbenweg (Lage)                              | Emmerstedt    | Windmühlenberg | Südlich abgehende Stichstraße von Ziegelstraße. | 151 m                                                       | Farbenfabrik                                                                     | | Bild gesucht BW                   |
| Fasanenstraße (Lage)                          | Emmerstedt    |                | Im Osten an Auf der Höhe beginnend und westlich verlaufende Straße. Ab der Kreuzung Neue Siedlung als Kleestraße fortgesetzt. | 244 m                                                       | Vogelart Fasanen                                                                 | | Bild gesucht BW                   |
| Fasanenweg (Lage)                             | Reinsdorf     |                | Von Alte Dorfstraße beginnend und am Amselweg endend. | 209 m                                                       | Vogelart Fasanen                                                                 | | Bild gesucht BW                   |
| Fassweg (Lage)                                | Emmerstedt    | Windmühlenberg | Am Schwarzen Berg im Osten beginnend in einem nördlich verlaufenden Bogen nach Westen führend und wieder an Am Schwarzen Berg endend. | 136 m                                                       | Fassfabrik                                                                       | | Bild gesucht BW                   |
| Fechtbogen (Lage)                             | Kernstadt     | Innenstadt     | Von der Kybitzstraße im Westen als Einbahnstraße bis zur Kreuzung Edelhöfe/Rosmarinstraße im Osten verlaufend. | 105 m                                                       |                                                                                  | | Bild gesucht BW                   |
| Feldstraße (Lage)                             | Kernstadt     |                | Im Westen am Triftweg beginnend und nach Nordosten führend. Endet an Vorsfelder Straße. | 200 m                                                       |                                                                                  | | Bild gesucht BW                   |
| Feuerbachweg (Lage)                           | Kernstadt     |                | In nördlicher Richtung verlaufende Stichstraße von Rembrandstraße. | 66 m                                                        |                                                                                  | | Bild gesucht BW                   |
| Fichtenweg (Lage)                             | Emmerstedt    | Windmühlenberg | Stichstraße von Ziegelstraße. | 138 m                                                       | Baumart Fichten (in der Nähe befindet sich die Kiefernstraße)                    | | Bild gesucht BW                   |
| Fichtestraße (Lage)                           | Kernstadt     |                | Von Elzweg im Norden abgehend, südöstlich verlaufend und an Schopenhauerweg endend. | 308 m                                                       |                                                                                  | | Bild gesucht BW                   |
| Finkenstraße (Lage)                           | Emmerstedt    | Windmühlenberg | Im Norden als Einbahnstraße von Zur Neuen Breite beginnend und nach Süden führend. Am Ende der Einbahnstraße befindet sich eine T-Kreuzung, dessen nördlicher Teil die Einbahnstraße, der westlichem eine Sackgasse und deren östlicher Teil bis zu einer Gabelung mit der Ziegeleistraße führt, die in beide Richtungen befahrbar ist.                                                                                    | 364 m                                                       | Vogelart Finken                                                                  | | Bild gesucht BW                   |
| Finkenweg (Lage)                              | Reinsdorf     |                | Von Alte Dorfstraße nach Westen bis Fasanenweg führend. | 88 m                                                        | Vogelart Finken                                                                  | Dorfgemeinschaftshaus Reinsdorf | Bild gesucht BW                   |
| Fiuggiring (Lage)                             | Kernstadt     |                | Von der Kreuzung Leipziger Straße im Westen als Stichstraße mit weiteren Stichstraßen zu den einzelnen Wohnhäusern. | 1579 m                                                      | Partnerstadt Fiuggi                                                              | | Bild gesucht BW                   |
| Flachsweg (Lage)                              | Emmerstedt    |                | Im Süden von Zur Neuen Breite beginnend nach Norden führend. Endet im Übergang zu Im Rottlande. | 124 m                                                       |                                                                                  | Wohngebiet Im Rottlande | Bild gesucht BW                   |
| Freiherr-von-Stein-Straße (Lage)              | Kernstadt     |                | Ab Elzweg nach Südosten verlaufend und östlich an Gustav-Steinbrecher-Straße endend. | 651 m                                                       | Philosoph Heinrich Freiherr von Stein                                            | Berufsbildende Schulen Helmstedt | Bild gesucht BW                   |
| Friedrich-Ebert-Straße (Lage)                 | Büddenstedt   |                | Von Bergstraße im Westen bis Rathausplatz im Osten. | 157 m                                                       | Politiker Friedrich Ebert                                                        | Eine Straße gleichen Namens existiert auch in der Kernstadt. | Bild gesucht BW                   |
| Friedrich-Ebert-Straße (Lage)                 | Kernstadt     |                | Im Süden von Doktor-Heinrich-Jasper-Straße nach Norden führend. Endet an Kreuzung Johannesstraße/Parkstraße/Südstraße. | 118 m                                                       | Politiker Friedrich Ebert                                                        | Eine Straße gleichen Namens existiert auch im Stadtteil Büddenstedt. | Bild gesucht BW                   |
| Friedrichstraße (Lage)                        | Kernstadt     |                | Von der Kreuzung Teichstraße/Vorsfelderstraße/Friedrichstraße als Einbahnstraße nach Westen führend. Ab der Kreuzung Schulstraße in beide Richtungen befahrbar. Endet an Cornringstraße. | 414 m                                                       |                                                                                  | Grundschule Friedrichstraße, DRK-Ortsverein Helmstedt e.V. | Bild gesucht BW                   |
| Galgenbreite (Lage)                           | Kernstadt     | Galgenbreite   | Von Büddenstedter Weg durch das gleichnamige Stadtviertel nach Harbker Weg. Im südlichen Abschnitt parallel zur Bundesstraße 1. | 1143 m                                                      |                                                                                  | Fernmeldeturm | Bild gesucht BW                   |
| Gänseweide (Lage)                             | Barmke        |                | Von Alte Rottorfer Straße nach Heidberg. | 95 m                                                        | Vogelart Gänse                                                                   | | Bild gesucht BW                   |
| Gartenstraße (Lage)                           | Büddenstedt   |                | Beginnend ab der Außerortsstraße L640/K63 nach Nordosten führend. Am östlichesten Punkt nach Norden weiter als Stettiner Straße. | 484 m                                                       |                                                                                  | Förderverein der Ortsfeuerwehr Büddenstedt e.V. Eine Straße gleichen Namens befindet sich auch in der Kernstadt.                                                                                                |                                   |
| Gartenstraße (Lage)                           | Kernstadt     |                | Von der Kreuzung Braunschweiger Tor/Gartenstraße/Wallgasse als Verlängerung der Wallgasse nach Süden verlaufend. Kreuzt Harsleber Torstraße und endet an der Henkestraße. | 127 m                                                       |                                                                                  | Eine Straße gleichen Namens befindet sich auch im Ortsteil Büddenstedt. | Bild gesucht BW                   |
| Gasse (Lage)                                  | Büddenstedt   |                | Von der Königsberger Straße nach Nordwesten führend bis zur Kreuzung Gartenstraße/Stettiner Straße. | 51 m                                                        |                                                                                  | Nicht in allen Kartendiensten eingezeichnet. | Bild gesucht BW                   |
| Genthiner Straße (Lage)                       | Kernstadt     |                | Beginnt im Norden an der Brandenburger Straße, verläuft in südwestlicher Richtung und endet an Stendaler Straße. | 105 m                                                       | Stadt Genthin                                                                    | | Bild gesucht BW                   |
| Georg-Calixt-Platz (Lage)                     | Kernstadt     | Innenstadt     | Beginnt im Westen als Einbahnstraße von der Kreuzung Kirchstraße/Papenberg, führt östlich an der St.-Stephani-Kirche vorbei und mündet an Großer Kirchhof. | 62 m                                                        | Theologe Georg Calixt                                                            | St.-Stephani-Kirche, Alte Stadtmauer |                                   |
| Georgienstraße (Lage)                         | Kernstadt     | Innenstadt     | Beginnt im Westen an der Kreuzung Amtsgasse/Collegienstraße als Verlängerung der Amtsgasse und endet östlich an Schuhstraße. | 63 m                                                        |                                                                                  | | Bild gesucht BW                   |
| Gerbergasse (Lage)                            | Kernstadt     | Innenstadt     | Ab Juliusplatz nach Norden bis an Albrechtstraße. | 93 m                                                        | Handwerk der Gerber                                                              | Verbindungsweg | Bild gesucht BW                   |
| Gerhart-Hauptmann-Straße (Lage)               | Offleben      |                | Beginnt im Süden an Alversdorfer Straße und verläuft nach Norden. Endet am Ortsrand in Klostergut und in einem Feldweg. | 368 m                                                       | Schriftsteller Gerhart Hauptmann                                                 | | Bild gesucht BW                   |
| Gerhart-Hauptmann-Weg (Lage)                  | Kernstadt     | Warneckenberg  | Von Goethestraße nach Norden bis Raabestraße. | 137 m                                                       | Schriftsteller Gerhart Hauptmann                                                 | | Bild gesucht BW                   |
| Gleiwitzer Straße (Lage)                      | Kernstadt     | Ziegelberg     | Ab der Kreuzung Reichenberger Straße/Breslauer Straße nach Norden als Sackgasse und Verlängerung der Breslauer Straße. | 119 m                                                       | Nach der oberschlesischen Stadt Gleiwitz, heute die polnische Stadt Gliwice      | | Bild gesucht BW                   |
| Glockbergstraße (Lage)                        | Kernstadt     |                | Im Norden ab der Kreuzung Braunschweiger Tor/Henkestraße/Triftweg als Verlängerung von Triftweg nach Südwesten führend. Endet an der Kreuzung Elzweg/Glockbergstraße/Kantstraße und setzt sich nach Südosten als Kantstraße fort. | 819 m                                                       |                                                                                  | | Bild gesucht BW                   |
| Glogauer Straße (Lage)                        | Kernstadt     | Ziegelberg     | Als nordwestlich verlaufende Stichstraße von Reichenberger Straße. | 180 m                                                       | Nach der niederschlesischen Stadt Glogau, heute die polnische Stadt Głogów       | | Bild gesucht BW                   |
| Glückaufstraße (Lage)                         | Büddenstedt   |                | Von Martin-Luther-Platz im Osten bis Doktor-Heinrich-Jasper-Straße im Westen. | 114 m                                                       | Bergmannsgruß Glückauf                                                           | | Bild gesucht BW                   |
| Glück-Auf-Weg (Lage)                          | Kernstadt     |                | Stichstraße vom Knappensteig. | 70 m                                                        | Bergmannsgruß Glückauf                                                           | | Bild gesucht BW                   |
| Goethestraße (Lage)                           | Kernstadt     |                | Im Südosten als Fortsetzung eines Teils der Beendorfer Straße nach Nordwesten bis Kreuzung mit der Walbecker Straße führend. Teil der nordöstlichen innenstädtischen Umfahrung. | 1125 m                                                      | Dichter Johann Wolfgang von Goethe                                               | Gymnasium Julianum, historische Stadtbefestigung (Wallanlage), Goethehalle (Sporthalle), Sternberger Teich | Bild gesucht BW                   |
| Görlitzer Platz (Lage)                        | Kernstadt     |                | Nordöstlich der Leipziger Straße. | 84 m                                                        | Stadt Görlitz                                                                    | | Bild gesucht BW                   |
| Greifswalder Straße (Lage)                    | Kernstadt     |                | Im Süden von der Schweriner Straße in einem nordöstlich verlaufenden Bogen nach Osten führend.Endet nach der Kreuzung Prenzlauer Straße in einer Sackgasse am Ortsrand. | 221 m                                                       | Stadt Greifswald                                                                 | | Bild gesucht BW                   |
| Gröpern (Lage)                                | Kernstadt     | Innenstadt     | Beginnt im Süden als reine Fußgängerzone an der Kreuzung Harsleber Torstraße/Juliusstraße/Neumärker Straße und verläuft Norden. Nach der Kreuzung Braunschweiger Straße weiter als Einbahnstraße für den fahrenden Verkehr. Nach der Kreuzung Albrechtstraße/Marienstraße ist Gröpern in beide Richtungen befahrbar und endet an der Kreuzung Nordertor.                                                                   | 539 m                                                       |                                                                                  | Kriegerdenkmal am Albrechtsplatz |                                   |
| Großer Katthagen (Lage)                       | Kernstadt     | Innenstadt     | Abgehend von der Leuckartstraße als Einbahnstraße sowohl in westlicher Richtung bis Carlsstraße, als auch in östlicher Richtung bis Gröpern. | 185 m                                                       |                                                                                  | | Bild gesucht BW                   |
| Großer Kirchhof (Lage)                        | Kernstadt     | Innenstadt     | Als ringförmige Einbahnstraße am östlichen Ende der Beguinenstraße und am südlichen Ende des Georg-Calixt-Platz. | Fläche 2150 m²                                              | Hof einer Kirche                                                                 | St.-Stephani-Kirche, Kindergarten St. Stephani, Alte Stadtmauer | Bild gesucht BW                   |
| Grubenweg (Lage)                              | Kernstadt     |                | Stichstraße vom Tangermühlenweg. | 149 m                                                       | Bergwerk                                                                         | | Bild gesucht BW                   |
| Grünberger Straße (Lage)                      | Kernstadt     | Ziegelberg     | Im Nordwesten aus Verlängerung der Reichenberger Straße nach Südosten verlaufend. Am östlichsten Punkt nach Süden kehrend und an der Gabelung zur Schweidnitzer Straße endent. | 547 m                                                       |                                                                                  | | Bild gesucht BW                   |
| Grünewaldweg (Lage)                           | Kernstadt     |                | In nördlicher Richtung verlaufende Stichstraße von Rembrandstraße. | 63 m                                                        |                                                                                  | | Bild gesucht BW                   |
| Gustav-Steinbrecher-Straße (Lage)             | Kernstadt     |                | Im Norden beginnend an der Wilhelmstraße nach Süden führend. Bis zur Kreuzung mit der Heinrich-Kremp-Straße als Einbahnstraße. Dann an der Schöninger Straße endend. | 792 m                                                       | Politiker Gustav Steinbrecher                                                    | | Bild gesucht BW                   |
| Gustav-Stresemann-Weg (Lage)                  | Kernstadt     |                | Beginnt und endet am südlichen Ring-Teils des Willy-Brandt-Ring. | 179 m                                                       | Politiker Gustav Stresemann                                                      | | Bild gesucht BW                   |
| Habichtsweg (Lage)                            | Emmerstedt    |                | Stichstraße von Auf der Höhe, die nach Nordosten führt. | 84 m                                                        | Vogelart Habicht                                                                 | | Bild gesucht BW                   |
| Haldenslebener Straße (Lage)                  | Kernstadt     |                | Im Nordosten von der Brandenburger Straße bis an Stendaler Straße. | 61 m                                                        | Stadt Haldensleben                                                               | | Bild gesucht BW                   |
| Haldenweg (Lage)                              | Kernstadt     |                | Verbindet den nördlichen Teil des Pottkuhlenwegs mit dem südlichen Teil des Stollenwegs. | 260 m                                                       | Bergbaubegriff der Halde                                                         | | Bild gesucht BW                   |
| Hallesche Straße (Lage)                       | Kernstadt     |                | Von der Leipziger Straße abgehend nach Südwesten führend. Am westlichsten Punkt nach Süden abknickend und endet an der Kreuzung Dessauer Straße/Erfurter Straße. | 193 m                                                       | Stadt Halle                                                                      | | Bild gesucht BW                   |
| Harbker Weg (Lage)                            | Kernstadt     |                | Im Norden an der Kreuzung Magdeburger Tor beginnend nach Südwesten bis zur Gabelung Büddenstedter Weg, dann weiter in südöstlicher Richtung bis zum Ortsausgang. Weiter bis zum außerhalb der Stadt gelegenen Kreisverkehr mit der kreuzenden Bundesstraße 1/Bundesstraße 245. Im weiteren Verlauf als Halberstädter Straße (Bundesstraße 245a) nach Harbke führend.                                                       | 1254 m                                                      | Ort Harbke                                                                       | Kleingartenverein 1914 e.V., Kleingartenverein 1920 e.V., Kleingartenverein 1926 e.V., Lappwaldsee | Bild gesucht BW                   |
| Harsleber Torstraße (Lage)                    | Kernstadt     |                | Westlich von Leuckartstraße: Im Westen von der Henkestraße nach Osten als Einbahnstraße bis zur Kreuzung mit Gartenstraße. Von der Leuckartstraße im Osten als Einbahnstraße nach Westen bis zur Kreuzung mit Gartenstraße. Östlich von Leuckartstraße: Von der Kreuzung Leuckartstraße nach Osten bis zur Neumärker Straße. Dann nach Süden als Juliusstraße.                                                             | 305 m                                                       | Ort Harsleben                                                                    | | Bild gesucht BW                   |
| Haspelweg (Lage)                              | Emmerstedt    |                | Als Stichstraße westlich ab Flachsweg. | 96 m                                                        |                                                                                  | | Bild gesucht BW                   |
| Hauerweg (Lage)                               | Kernstadt     |                | Beginnt am Haldenweg und Ende am Stollenweg. | 102 m                                                       | Hauer (Bergbau)                                                                  | | Bild gesucht BW                   |
| Hauptstraße (Lage)                            | Emmerstedt    |                | Quert den Ort in der Ost-West-Achse. Als Verlängerung der Emmerstedter-Landstraße von der Kernstadt kommend und im Westen als L644 den Ort zum Ort Süpplingenburg verlassend. | 1454 m                                                      |                                                                                  | | Bild gesucht BW                   |
| Havelstraße (Lage)                            | Kernstadt     | Ziegelberg     | Als Südlicher Teil des Straßenrings, den die Elbestraße bildet. Von Ost als Übergang von der Elbestraße nach West bis zur Kreuzung Allerweg/Elbestraße/Havelstraße. | 168 m                                                       | Fluss Havel                                                                      | Fußweg | Bild gesucht BW                   |
| Hegelstraße (Lage)                            | Kernstadt     |                | Ab der Freiherr-von-Stein-Straße nach Süden bis zur Kantstraße. | 203 m                                                       | Philosoph Georg Wilhelm Friedrich Hegel                                          | | Bild gesucht BW                   |
| Heidberg (Lage)                               | Barmke        |                | Im Süden von der Rennauer Straße nach Nordosten verlaufend. Nach Nordwesten abknickend. Am Ende der Ortsbebauung in die Alte Rottorfer Straße nach Süden abknickend. | 272 m                                                       |                                                                                  | | Bild gesucht BW                   |
| Heidbergblick (Lage)                          | Emmerstedt    |                | Als westliche Stichstraße mit der Kreuzung Alte Siedlung/Am Friedhof. | 31 m                                                        |                                                                                  | | Bild gesucht BW                   |
| Heinrich-Kremp-Straße (Lage)                  | Kernstadt     |                | Im Nordwesten von Glockbergstraße abgehend nach Südosten führend. Mündet in Gustav-Steinbrecher-Straße. | 157 m                                                       |                                                                                  | | Bild gesucht BW                   |
| Heinrich-von-Kleist-Weg (Lage)                | Kernstadt     | Warneckenberg  | Führt von Gerhart-Hauptmann-Weg nach Nordosten zu Rundweg. | 80 m                                                        | Publizist Heinrich von Kleist                                                    | | Bild gesucht BW                   |
| Heinrich-Wassermann-Straße (Lage)             | Büddenstedt   |                | Beginnt von Bahnhofstraße und führt westlich nach Bergstraße. | 168 m                                                       | Komponist Heinrich Joseph Wassermann                                             | | Bild gesucht BW                   |
| Heinrichsgasse (Lage)                         | Kernstadt     | Innenstadt     | Fußweg zwischen Holzberg und Lindenstraße/Heinrichsplatz. | 46 m                                                        |                                                                                  | Verbindungsweg | Bild gesucht BW                   |
| Heinrichsplatz (Lage)                         | Kernstadt     | Innenstadt     | Dreieckige Straßenführung. Die Zufahrt kann nur über die südliche Zufahrt von Lindenstraße erfolgen. Westlicher Teil als Einbahnstraße wird zu Kornstraße. Südlicher Teil führt weiter zu Kirchstraße (weiter als Einbahnstraße) oder in den nördlichen Teil als Einbahnstraße und wird ebenfalls zu Kornstraße. | Fläche 1450 m²                                              |                                                                                  | Springbrunnen | Bild gesucht BW                   |
| Henkestraße (Lage)                            | Kernstadt     |                | Als Einbahnstraße im Westen von der Kreuzung Braunschweiger Tor/Triftweg/Glockbergstraße in südöstlicher Richtung bis Kreuzung Elzweg/Leuckartstraße/Wilhelmstraße. | 440 m                                                       | Professor Adolph Henke                                                           | Ehemaliges Feuerwehrgebäude | Bild gesucht BW                   |
| Herderstraße (Lage)                           | Kernstadt     | Warneckenberg  | Im Nordwesten von der Kreuzung Lessingstraße/Lessingplatz nach Südosten, über eine Verschwenkung (Herder Platz) führend nach Roter Torweg. | 308 m                                                       | Schriftsteller Johann Gottfried Herder                                           | | Bild gesucht BW                   |
| Hermann-Löns-Weg (Lage)                       | Kernstadt     | Warneckenberg  | Beginnend im südlichen Teil der Thomas-Mann-Straße, versetzt nach Norden führend und wieder auf Thomas-Mann-Straße führend. | 130 m                                                       | Schriftsteller Hermann Löns                                                      | | Bild gesucht BW                   |
| Hermann-Stöber-Straße (Lage)                  | Kernstadt     |                | Ab der Gustav-Steinbrecher-Straße nach Osten bis zur Schöninger Straße. | 253 m                                                       |                                                                                  | | Bild gesucht BW                   |
| Hinter den Gärten (Lage)                      | Barmke        |                | Als Stichstraße von Weidenkampstraße nach Osten abgehend. Als Fußweg fortgesetzt bis Zum Stüh. | 178 m                                                       |                                                                                  | | Bild gesucht BW                   |
| Hinter der Ziegelei (Lage)                    | Emmerstedt    | Windmühlenberg | Im Norden als Verlängerung von Am Lohen von der Kreuzung Zur Neuen Breite nach Süden führend. | 258 m                                                       | Ziegelei                                                                         | Gewerbegebiet Neue Breite Süd | Bild gesucht BW                   |
| Hirschberger Straße (Lage)                    | Kernstadt     | Ziegelberg     | Von der Kreuzung Reichnberger Straße/Grünberger Straße als Stichstraße nach Südosten abgehend. | 126 m                                                       |                                                                                  | | Bild gesucht BW                   |
| Hohnslebener Straße/Hohnslebener Platz (Lage) | Hohnsleben    |                | Durchquert den Ortsteil in Nord-Süd-Richtung. Als Bundesstraße 245a von Harbke kommend und in den Ort Barneberg führend. Als K21 nach Südwesten in den Ort Reinsdorf führend. | 275 m                                                       | Ort Hohnsleben                                                                   | Abweichende Bezeichnungen in einigen Kartendiensten. |                                   |
| Holbeinweg (Lage)                             | Kernstadt     |                | In nördlicher Richtung verlaufende Stichstraße von Rembrandstraße. Verlängerung als Fußweg der an Braunschweiger Tor endet. | 102 m                                                       |                                                                                  | | Bild gesucht BW                   |
| Holzberg (Lage)                               | Kernstadt     | Innenstadt     | Im Süden von Lindenplatz abgehend. Zufahrt im Norden zu Tiefe Tal und Kramerstraße. Fußweg Schmiedegasse im Westen zu Bauerstraße. | Fläche 8350 m²                                              |                                                                                  | Wochenmarkt, Stadtverwaltung Helmstedt, Kino Camera | Bild gesucht BW                   |
| Im Bohnenkampe (Lage)                         | Kernstadt     |                | Von Bruchweg im Westen nach Osten bis Triftweg. | 290 m                                                       |                                                                                  | | Bild gesucht BW                   |
| Im Hagen (Lage)                               | Barmke        |                | Von der Kreuzung Dorfplatz/Loopgraben im Norden nach Südosten verlaufend. Übergang zu Brunsolstraße. | 220 m                                                       |                                                                                  | | Bild gesucht BW                   |
| Im Kleibergsfeld (Lage)                       | Büddenstedt   |                | Im Westen von der Königsberger Straße nach Südosten führend. An der Kreuzung zur Mondeviller Straße weiter nach Nordosten. Dann nach Norden führend, um wieder auf die Königsberger Straße zu stoßen. | 388 m                                                       |                                                                                  | | Bild gesucht BW                   |
| Im Rottlande (Lage)                           | Emmerstedt    |                | Von Zur Neuen Breite in nördlicher Richtung abgehend. An der Kreuzung zu Spindelweg weiter in westlicher Richtung bis Flachsweg, welcher wieder zu Zur Neuen Breite führt. | 285 m                                                       |                                                                                  | | Bild gesucht BW                   |
| Im Winkel (Lage)                              | Emmerstedt    |                | Stichstraße in östliche Richtung von Sportplatzstraße. | 54 m                                                        |                                                                                  | | Bild gesucht BW                   |
| Imkerweg (Lage)                               | Emmerstedt    |                | Stichstraße von Zur Neuen Breite nach Norden führend. Endet am Ortsrand. | 254 m                                                       | Imkerei                                                                          | Baugebiet „Im Rottlande II“ | Bild gesucht BW                   |
| In der Gehrenbreite (Lage)                    | Kernstadt     |                | Von Glockbergstraße westlich verlaufend an Runstedter Straße endend. | 137 m                                                       |                                                                                  | | Bild gesucht BW                   |
| In der Kreuzbreite (Lage)                     | Kernstadt     |                | Von Dietrich-Bonhoeffer-Straße nach Nordwesten bis Glockbergstraße. | 400 m                                                       |                                                                                  | | Bild gesucht BW                   |
| In der Meerbreite (Lage)                      | Kernstadt     |                | Von Doktor-Heinrich-Jasper-Straße nach Norden bis Johannesstraße. | 78 m                                                        |                                                                                  | | Bild gesucht BW                   |
| In der Tweete (Lage)                          | Barmke        |                | Stichstraße nach Norden von der Kreuzung Dorfplatz/In der Tweete/Lindenhorst/Zum Stüh. | 84 m                                                        |                                                                                  | | Bild gesucht BW                   |
| Industriestraße (Lage)                        | Kernstadt     |                | Von der Emmerstedter Straße im Norden südlich verlaufend. Die Straße verläuft nach einer Kreuzung in nordwestliche weiter und endet in einer Sackgasse. In südwestliche Richtung beginnt Bruchweg. | 427 m                                                       | Industrie                                                                        | Eine Straße gleichen Namens gibt es in den Ortsteilen Reinsdorf. | Bild gesucht BW                   |
| Industriestraße (Lage)                        | Reinsdorf     |                | Verläuft westlich vor Reinsdorf von Alten Dorfstraße in südwestliche Richtung bis zur Straße, die Orte Büddenstedt und Offleben verbindet. | 716 m                                                       | Industrie                                                                        | Nicht alle Kartendienste führen diese Straße. Eine Straße gleichen Namens gibt es in den Ortsteilen Kernstadt und Reinsdorf.                                                                                    | Bild gesucht BW                   |
| Jahnstraße (Lage)                             | Kernstadt     |                | Im Western von Bismarckstraße nach Osten in Gustav-Steinbrecher-Straße. | 115 m                                                       |                                                                                  | In der Verlängerung als Fußweg zwischen Bismarckstraße und Ernst-Reuter-Straße. | Bild gesucht BW                   |
| Jenaer Straße (Lage)                          | Kernstadt     |                | Beginnt am westlichen Teil der Erfurter Straße, verläuft zunächst nordöstlich und knickt dann nach Süden ab und endet am südöstlichen Teil der Erfurter Straße. | 179 m                                                       | Stadt Jena                                                                       | | Bild gesucht BW                   |
| Johann-Sebastian-Bach-Straße (Lage)           | Kernstadt     | Maschsiedlung  | Beginnt im Süden am Maschweg und verläuft in nördlicher Richtung. Nach der Kreuzung Mozartstraße endet die Straße in einer Sackgasse am Ortsrand. In der Verlängerung ist ein Feldweg, der auch die Bundesautobahn 2 unterquert. | 654 m                                                       | Komponist Johann Sebastian Bach                                                  | Heilpädagogischer Kindergarten, Kleingartenverein Im Hopfenkampe e.V. | Bild gesucht BW                   |
| Johannesstraße (Lage)                         | Kernstadt     |                | Beginnt im Osten an der Schöninger Straße und verläuft nordwestlich und endet in der Kreuzung Friedrich-Ebert-Straße/Parkstraße/Südstraße. | 277 m                                                       |                                                                                  | Terrakomp Verwaltung | Bild gesucht BW                   |
| Joseph-Haydn-Weg (Lage)                       | Kernstadt     | Maschsiedlung  | Beginnt im Süden an der Beethovenstraße und führt als Fußweg nach Norden zur Mozartstraße. | 139 m                                                       |                                                                                  | Verbindungsweg | Bild gesucht BW                   |
| Juliusplatz (Lage)                            | Kernstadt     | Innenstadt     | Beginnt im Westen an der Bötticherstraße und endet an der Kreuzung Schuhstraße/Krumme Gasse. | Fläche 1775 m²                                              |                                                                                  | Ehemalige Universität Helmstedt Juleum, Altenheim Bürgerhilfe | Bild gesucht BW                   |
| Juliusstraße (Lage)                           | Kernstadt     | Innenstadt     | Beginnt an der Kreuzung Harsleber Torstraße/Neumärker Straße als Einbahnstraße und verläuft südlich bis Wilhelmstraße. | 140 m                                                       |                                                                                  | | Bild gesucht BW                   |
| Junkerweg (Lage)                              | Kernstadt     | Galgenbreite   | Von der Ritterstraße zur Kreuzung Galgenbreite/Ritterstraße. | 260 m                                                       |                                                                                  | | Bild gesucht BW                   |
| Jürgenbreite (Lage)                           | Kernstadt     |                | Beginnt am Im Bohnenkampe und verläuft nach Mühlengraben. | 167 m                                                       |                                                                                  | | Bild gesucht BW                   |
| Kaisergarten (Lage)                           | Kernstadt     |                | Stichstraße ab Kreuzung Magdeburger Tor/Harbker Weg nach Nordosten. Verläuft parallel zur Bahnstrecke Braunschweig—Magdeburg. In der Verlängerung führt ein Fußweg zu Beendorfer Straße. | 218 m                                                       |                                                                                  | | Bild gesucht BW                   |
| Kaisergraben (Lage)                           | Emmerstedt    | Windmühlenberg | Nördlich verlaufende Stichstraße von Am Lohen. | 189 m                                                       |                                                                                  | Gewerbegebiet Neue Breite Nord Postverteilzentrum | Bild gesucht BW                   |
| Kantor-Buchtmann-Straße (Lage)                | Emmerstedt    |                | Verbindet im Süden Hauptstraße mit Barmker Straße im Nordwesten. | 140 m                                                       |                                                                                  | St.-Petri-Kirche | Bild gesucht BW                   |
| Kantstraße (Lage)                             | Kernstadt     |                | Beginnt im Norden an der Kreuzung Elzweg/Glockbergstraße als Verlängerung der Glockbergstraße und führt in südöstlicher Richtung. Nach der Kreuzung zur Schöninger Straße wird die Bahnstrecke Braunschweig—Magdeburg unterquert. Die Straße endet an der Kreuzung der Bundesstraße 244/Bundesstraße 1. | 693 m                                                       | Philosoph Immanuel Kant                                                          | Sporthalle Kanthalle, Reitsporthalle | Bild gesucht BW                   |
| Kastanienweg (Lage)                           | Kernstadt     | Gartenstadt    | Von der Goethestraße im Westen in östlicher Richtung parallel zur Beendorfer Straße verlaufend. Wird im Osten als Kastanienweg fortgesetzt. | 510 m                                                       | Baumart der Kastanien                                                            | Grünanlage | Bild gesucht BW                   |
| Kattreppeln (Lage)                            | Büddenstedt   |                | Beginnt im Westen am Rathausplatz und verläuft in östlicher Richtung. Verschwenkt an der Kirche St. Barbara und endet im Osten an Schulstraße. | 217 m                                                       |                                                                                  | St.-Barbara-Kirche | Bild gesucht BW                   |
| Kiefernweg (Lage)                             | Emmerstedt    | Windmühlenberg | Beginnt als Stichstraße von Ziegeleistraße und verläuft in östlicher Richtung. | 146 m                                                       | Pflanzengattung Kiefern                                                          | | Bild gesucht BW                   |
| Kirchstraße (Lage)                            | Kernstadt     | Innenstadt     | Beginnt im Westen als Einbahnstraße von Heinrichsplatz, führt in östliche Richtung und endet an Papenberg. In der Verlängerung als Georg-Calixt-Platz. | 69 m                                                        | Kirche St. Stephani                                                              | Eine Straße gleichen Namens befindet sich auch im Ortsteil Offleben. | Bild gesucht BW                   |
| Kirchstraße (Lage)                            | Offleben      |                | Beginnt im Westen als Stichstraße von Poststraße. | 127 m                                                       | St.-Georg-Kirche                                                                 | Eine Straße gleichen Namens befindet sich auch im Kernort. |                                   |
| Kirschweg (Lage)                              | Emmerstedt    | Windmühlenberg | Als Stichstraße in nordwestlicher Richtung von Am Schwarzen Berg. | 96 m                                                        | Obstbaumart Kirsche                                                              | | Bild gesucht BW                   |
| Kleestraße (Lage)                             | Emmerstedt    |                | In der Verlängerung von Am Schützenplatz im Westen in östlicher Richtung verlaufend. Endet an der Kreuzung Neue Siedlung und setzt sich als Fasanenstraße fort. | 306 m                                                       | Pflanze Klee                                                                     | Ortsfeuerwehr Emmerstedt |                                   |
| Kleiner Katthagen (Lage)                      | Kernstadt     |                | Von Conringplatz im Westen nach Osten verlaufend. Quert Leuckartstraße und führt als Einbahnstraße bis Gröpern. | 158 m                                                       |                                                                                  | | Bild gesucht BW                   |
| Kleiner Wall (Lage)                           | Kernstadt     |                | Führt von Magdeburger Straße nach Südwesten bis Poststraße. | 251 m                                                       | Wall                                                                             | Mittelalterliche Stadtbefestigung | Bild gesucht BW                   |
| Klopstockweg (Lage)                           | Kernstadt     |                | Stichstraße von Goethestraße in nordöstlicher Richtung. | 115 m                                                       |                                                                                  | | Bild gesucht BW                   |
| Klostergut (Lage)                             | Offleben      |                | Sackgasse von Gerhart-Hauptmann-Straße. In westlicher Richtung verlaufend. | 103 m                                                       | Kloster                                                                          | | Bild gesucht BW                   |
| Klosterstraße (Lage)                          | Kernstadt     |                | Als Stichstraße von Triftweg in östlicher Richtung führend. | 144 m                                                       | Kloster Marienberg                                                               | Kloster Marienberg | Bild gesucht BW                   |
| Knappensteig (Lage)                           | Kernstadt     |                | Von Sankt-Barbara-Weg in nordöstliche Richtung bis Tangermühlenweg. | 190 m                                                       | Bergbau, Berufsgruppe der Knappen                                                | | Bild gesucht BW                   |
| Kohlenweg (Lage)                              | Kernstadt     |                | Beginnt am Harbker Weg und endet am Tangermühlenweg. | 235 m                                                       | Bergbau, Kohle                                                                   | | Bild gesucht BW                   |
| Königsberger Straße (Lage)                    | Büddenstedt   |                | Von der L640/K63 außerhalb des Kernorts nach Nordosten führende Straße, die im Nordosten am Ortsrand endet. Nach Norden führt Am Tagebau die Straßenführung fort. | 585 m                                                       | Nach der preußischen Stadt Königsberg, heute die russische Stadt Kaliningrad.    | Eine Straße mit gleichem Namen gibt es auch in der Kernstadt | Bild gesucht BW                   |
| Königsberger Straße (Lage)                    | Kernstadt     | Ziegelberg     | Von der Liegnitzer Straße südöstlich verlaufend. Endet nach der Kreuzung Tilsiter Straße in einer Sackgasse. Fußweg nach Havelstraße. | 226 m                                                       | Nach der preußischen Stadt Königsberg, heute die russische Stadt Kaliningrad.    | Eine Straße mit gleichem Namen gibt es auch im Ortsteil Büddenstedt. St.-Michaelis-Kirche | Bild gesucht BW                   |
| Konrad-Adenauer-Platz (Lage)                  | Kernstadt     |                | Großkreuzung Emmerstedter Straße/Marientaler Straße/Mühlgraben/Triftweg/Vorsfelder Straße | Fläche 4400 m²                                              | Politiker Konrad Adenauer                                                        | | Bild gesucht BW                   |
| Kornblumenweg (Lage)                          | Emmerstedt    |                | Von Zur Neuen Breite nach Süden führende Straße, die nach der Kreuzung Kleestraße in einer Sackgasse endet. | 166 m                                                       | Pflanzenart der Kornblumen                                                       | | Bild gesucht BW                   |
| Kornstraße (Lage)                             | Kernstadt     | Innenstadt     | Beginnt im Süden als Einbahnstraße vom Heinrichsplatz nach Norden bis zum Markt. Dann Übergang in östliche Richtung zu Papenberg. | 131 m                                                       |                                                                                  | | Bild gesucht BW                   |
| Kramstraße (Lage)                             | Kernstadt     | Innenstadt     | Von Holzberg nach Nordosten führend zu Neumärker Straße/Markt. | 47 m                                                        |                                                                                  | Rathaus der Stadt Helmstedt, Stadtverwaltung | Bild gesucht BW                   |
| Kreipke (Lage)                                | Emmerstedt    |                | Stichstraße von Hauptstraße nach Süden führend. Im südlichen Ende in westlich und östlich gelegene Sackgassen endend. | 305 m                                                       |                                                                                  | | Bild gesucht BW                   |
| Kreuzstraße (Lage)                            | Emmerstedt    |                | Von der Hauptstraße in südliche Richtung führend. Gabelung mit Sportplatzstraße in westliche Richtung und Fortsetzung der Kreuzstraße in südliche Richtung. Endet an Wiesenstraße. | 149 m                                                       |                                                                                  | | Bild gesucht BW                   |
| Krötenweg (Lage)                              | Barmke        |                | Von Dorfstraße im Westen nach Nordosten führende Straße, die im Osten an Salamanderweg endet. | 262 m                                                       | Tierart der Kröten                                                               | | Bild gesucht BW                   |
| Krumme Gasse (Lage)                           | Kernstadt     | Innenstadt     | Von der Kreuzung Schuhstraße in der Verlängerung des Juliusplatz in östliche Richtung führend. Endet im Osten an Kybitzstraße. | 81 m                                                        | Bezug auf die Straßenführung                                                     | | Bild gesucht BW                   |
| Kurzer Kamp (Lage)                            | Kernstadt     |                | Stichstraße von Langer Kamp in südwestliche Richtung. In der Verlängerung Fußweg bis Harbker Weg. | 143 m                                                       |                                                                                  | | Bild gesucht BW                   |
| Kybitzstraße (Lage)                           | Kernstadt     | Innenstadt     | Von der Kreuzung Streplingerrode/Ziegenmarkt als Einbahnstraße nach Süden zum Markt. Endet im Übergang zu Schuhstraße bzw. i. | 209 m                                                       | Stadt Kybitz                                                                     | | Bild gesucht BW                   |
| Landgrabentrift (Lage)                        | Kernstadt     | Gartenstadt    | Beginnt im Süden aus dem Übergang von Kastanienweg als Einbahnstraße. Verläuft nach Norden bis zur Gabelung mit Am Bötschenberg und Am Heuerskamp. | 330 m                                                       |                                                                                  | Technisches Hilfswerk Ortsverband Helmstedt, Lebenshilfe Wohnheim | Bild gesucht BW                   |
| Langer Kamp (Lage)                            | Kernstadt     |                | Beginnt am Harbker Weg und verläuft in südöstlicher Richtung bis Sandbreite. An der Kreuzung mit Kurzer Kamp Stichstraße nach Nordosten mit Fußweg bis Roßstraße. | 496 m                                                       |                                                                                  | | Bild gesucht BW                   |
| Langer Steinweg (Lage)                        | Kernstadt     | Innenstadt     | Beginnt im Süden an der Kreuzung Walpurgiskirchhof/Ziegenmarkt und verläuft als Einbahnstraße in nordwestlicher Richtung bis zur Kreuzung Langer Wall/Nordertor/Schützenwall und geht dann in Nordertor über. | 304 m                                                       |                                                                                  | Wichernschule, St.-Walpurgis-Kirche | Bild gesucht BW                   |
| Langer Wall (Lage)                            | Kernstadt     | Innenstadt     | Beginnt für den fahrenden Verkehr ab der Kreuzung Langer Steinweg/Langer Wall/Nordertor/Schützenwall als Stichstraße in der Verlängerung von Schützenwall in nordöstlicher Richtung. Führt als Fußweg entlang der historischen Stadtbefestigung (Wall) in einem nördlichen Bogen nach Osten, bis die Schillerstraße gequert wird. Von hier verläuft Langer Wall in südwestlicher Richtung und endet an Magdeburger Straße. | 1062 m                                                      | Wall                                                                             | Mittelalterliche Wallanlage, Sternberger Teich, Wallgarten, Avacon Verwaltung, | Bild gesucht BW                   |
| Leibnizstraße (Lage)                          | Kernstadt     |                | Quert die Hegelstraße in Ost-West-Richtung. In östlicher Richtung als Sackgasse. In westlicher Richtung im Übergang zu Schopenhauerweg endend. | 339 m                                                       |                                                                                  | | Bild gesucht BW                   |
| Leinenweg (Lage)                              | Emmerstedt    |                | Beginnt als Stichstraße von Im Rottlande und verläuft nach Süden. Endet am Rand der Bebauung an einem Radweg, der parallel zu Zur Neuen Breite verläuft. | 81 m                                                        |                                                                                  | | Bild gesucht BW                   |
| Leineweberstraße (Lage)                       | Emmerstedt    |                | Beginnt im Osten ab Alte Siedlung und verläuft in westlicher Richtung und endet in einer Gabelung von Kreuzstraße. |                                                             |                                                                                  | Museumshof Emmerstedt | Bild gesucht BW                   |
| Leipziger Straße (Lage)                       | Kernstadt     |                | Beginnt im Nordwesten an der Kreuzung Beendorfer Straße/Brunnenweg in südöstlicher Richtung bis Magdeburger Tor. | 1326 m                                                      | Stadt Leipzig                                                                    | Ludgerikreuz, St. Christopherus Kindergarten, Strohmühlenteich | Bild gesucht BW                   |
| Lenauweg (Lage)                               | Kernstadt     | Warneckenberg  | Stichstraße östliche von Lessingstraße. | 84 m                                                        |                                                                                  | | Bild gesucht BW                   |
| Lessingplatz (Lage)                           | Kernstadt     | Warneckenberg  | Zwischen Kreuzung Herderstraße/Lessingstraße im Südwesten, Mörikestraße im Norden und der Fortsetzung der Lessingstraße im Osten. | Fläche 1776 m²                                              | Dichter Gotthold Ephraim Lessing                                                 | Nicht in allen Kartendiensten verzeichnet. | Bild gesucht BW                   |
| Lessingstraße (Lage)                          | Kernstadt     | Warneckenberg  | Im Norden ab Alter Schwanefelder Weg nach Süden führend. Nach der Kreuzung mit Wilhelm-Busch-Straße im Bogen in westlicher Richtung bis Lessingplatz. Kurz zuvor ist eine Stichstraße nach Norden zur Grundschule Lessingstraße. In der Verlängerung von Lessingplatz in südwestlicher Richtung bis Goethestraße. | 623 m                                                       | Dichter Gotthold Ephraim Lessing                                                 | Grundschule Lessingstraße Helmstedt | Bild gesucht BW                   |
| Leuckartstraße (Lage)                         | Kernstadt     | Innenstadt     | Von Norden als Verlängerung der Walbecker Straße von der Kreuzung Norder Tor/Vorsfelder Straße nach Süden führend. Teil der westlichen innenstädtischen Umfahrung. | 660 m                                                       | Zoologe Rudolf Leuckart                                                          | | Bild gesucht BW                   |
| Liegnitzer Straße (Lage)                      | Kernstadt     | Ziegelberg     | Im Westen ab Marientaler Straße nach Osten führend über den südlichen Teil des Berliner Platz. Ab Kreuzung mit Königsberger Straße in nordöstlicher Richtung führend und Mündung in der Grünberger Straße. | 455 m                                                       | Niederschlesische Stadt Liegnitz, heutige polnische Stadt Legnica                | | Bild gesucht BW                   |
| Lindenhorst (Lage)                            | Barmke        |                | Ab Kreuzung In der Tweete/Dorfplatz/Zum Stüh nach Nordwesten führend. Ab der Kreuzung mit Rennauer Straße als Weidenkampstraße fortgesetzt. | 238 m                                                       | Baumart der Linden, Horst                                                        | | Bild gesucht BW                   |
| Lindenplatz (Lage)                            | Kernstadt     | Innenstadt     | Ab der Kreuzung Beguinenstraße/Lindenstraße/Südertor in nordwestliche Richtung nach Holzberg. Im Norden ab der Kreuzung mit Holzberg in Richtung Südwesten als Einbahnstraße bis zur Kreuzung mit Rosenwinkel. Als Verlängerung von Rosenwinkel zurück nach Osten bis zur Kreuzung mit Beguinenstraße/Lindenstraße/Südertor.                                                                                               | Fläche 720 m²                                               | Baumart der Linden,                                                              | | Bild gesucht BW                   |
| Lindenstraße (Lage)                           | Kernstadt     | Innenstadt     | Als Einbahnstraße nach Nordosten von Kreuzung Beguinenstraße/Lindenplatz/Südertor bis zum Heinrichsplatz. | 48 m                                                        | Baumart der Linden,                                                              | Eine Straße gleichen Namens befindet sich auch im Ortsteil Offleben. | Bild gesucht BW                   |
| Lindenstraße (Lage)                           | Offleben      |                | Ab der Kreuzung Alversdorfer Straße nach Norden den Ort verlassend, bis Ortseingang Reinsdorf. | 488 m                                                       | Baumart der Linden,                                                              | Eine Straße gleichen Namens befindet sich auch in der Kernstadt. | Bild gesucht BW                   |
| Loopgraben (Lage)                             | Barmke        |                | Von der Kreuzung Dorfplatz/Im Hagen nach Nordwesten bis Lindenhorst. | 139 m                                                       |                                                                                  | | Bild gesucht BW                   |
| Lortzingstraße (Lage)                         | Kernstadt     | Maschsiedlung  | Ab der Johann-Sebastian-Bach-Straße nach Westen bis Walbecker Straße. | 110 m                                                       |                                                                                  | | Bild gesucht BW                   |
| Lurchengasse (Lage)                           | Barmke        |                | Von Dorfbreite nach Norden bis Krötenweg. | 133 m                                                       | Tierart der Lurche                                                               | | Bild gesucht BW                   |
| Lutherweg (Lage)                              | Kernstadt     | Innenstadt     | Fußweg von Batteriewall nach Nordosten bis Bauerstraße. | 110 m                                                       | Theologe Martin Luther                                                           | Verbindungsweg | Bild gesucht BW                   |
| Magdeburger Berg (Lage)                       | Kernstadt     |                | Verläuft als Ringstraße um das gleichnamige Gewerbegebiet abgehend vom Magdeburger Tor. | 1074 m                                                      | Stadt Magdeburg                                                                  | Gewerbegebiet Magdeburger Berg | Bild gesucht BW                   |
| Magdeburger Straße (Lage)                     | Kernstadt     | Innenstadt     | Ab der Kreuzung Papenberg/Edelhöfe in südöstlicher Richtung als Einbahnstraße. Quert die Kreuzung Am Ludgerihof/Poststraße und geht in Magdeburger Tor über. | 249 m                                                       | Stadt Magdeburg                                                                  | Mittelalterliche Stadtbefestigung Stadtmauer und Wallanlage (Kleiner Wall, Langer Wall), Grundschule St. Ludgeri                                                                                                | Bild gesucht BW                   |
| Magdeburger Tor (Lage)                        | Kernstadt     |                | Ab der Kreuzung Am Ludgerihof/Poststraße als Fortsetzung der Magdeburger Straße. Verläuft in südöstlicher Richtung, überquert die Bahnstrecke Braunschweig—Magdeburg und endet außerhalb des Orts an Bundesstraße 1. | 2268 m                                                      | Stadt Magdeburg, Stadttor                                                        | Altes Zollhaus, Agentur für Arbeit, Helmstedter Tennis Verein, Kleingartenverein Magdeburger Tor e.V., Gewerbegebiet Magdeburger Berg, Magdeburger Tor Hof (Stichstraße von Magdeburger Tor), Magdeburger Warte | Bild gesucht BW                   |
| Magdeburger Tor Hof (Lage)                    | Kernstadt     |                | Als Stichstraße von Magdeburger Tor nach Süden führend. | 223 m                                                       |                                                                                  | Zufahrt zu Landwirtschaftlichen Betrieb. | Bild gesucht BW                   |
| Margeritenweg (Lage)                          | Emmerstedt    |                | Nördlich und südlich gelegene Stichstraßen von Keestraße. | 172 m                                                       | Pflanzengattung Margeriten                                                       | | Bild gesucht BW                   |
| Marienstraße (Lage)                           | Kernstadt     |                | Ab der Kreuzung Alberchtstraße/Gröpern als Einbahnstraße nach Westen führend. Nach der Querung der Leuckartstraße wieder in beide Richtungen befahrbar und endet am Cornringplatz. | 154 m                                                       |                                                                                  | | Bild gesucht BW                   |
| Marientaler Straße (Lage)                     | Kernstadt     |                | Beginnt ab der Kreuzung Memelstraße/Triftweg/Vorsfelder Straße als Verlängerung der Vorsfelder Straße über den Konrad-Adenauer-Platz nach Norden. Endet an Bundesstraße 244. | 1365 m                                                      | Ort Mariental                                                                    | Gewerbegebiet Marientaler Straße, Konrad-Adenauer-Platz | Bild gesucht BW                   |
| Markt (Lage)                                  | Kernstadt     | Innenstadt     | Im Südosten von Kornstraße und Papenberg, sowie im Norden von Kybitzstraße und Schuhstraße tangiert. Im Südwesten Übergang zu Neumärker Straße. | Fläche 2096 m²                                              | Marktplatz                                                                       | Rathaus Helmstedt, Marktpassage, Herzogliches Hoflager |                                   |
| Martin-Luther-Platz (Lage)                    | Büddenstedt   |                | Im Südosten von Glück-Auf-Straße, im Osten Ringstraße und im Nordwesten Am Ring. | Fläche 1500 m²                                              | Theologe Martin Luther                                                           | Evangelische Martin-Luther-Kirche, Polizeistation Büddenstedt |                                   |
| Maschweg (Lage)                               | Kernstadt     | Maschsiedlung  | Ab der Walbecker Straße nach Nordosten verlaufend. Verlässt als K49 den Stadtteil Kernstadt, unterquert die Bundesautobahn 2 und trifft im Gebiet des Lappwald auf die Straße L644. Im weiteren Verlauf führt die Straße zum Stadtteil Bad Helmstedt. | 690 m (1596 m bis zum Waldbad Birkenteich und Campingplatz) | Regionale Bezeichnung für Schützenfest.                                          | Waldbad Birkenteich (Freibad), Schützenhaus Helmstedt, Hafermühlenteich, Maschstadion, TSV Germania Helmstedt, Zirkusplatz                                                                                      | Bild gesucht BW                   |
| Max-Planck-Weg (Lage)                         | Kernstadt     |                | Vom Magdeburger Tor zum Willy-Brandt-Ring. | 312 m                                                       | Physiker Max Planck                                                              | | Bild gesucht BW                   |
| Max-Reger-Weg (Lage)                          | Kernstadt     | Maschsiedlung  | Von Beethovenstraße nach Norden bis Mozartstraße. | 105 m                                                       | Komponist Max Reger                                                              | Fußweg | Bild gesucht BW                   |
| Medicusstraße (Lage)                          | Kernstadt     | Galgenbreite   | Beginnt in der Galgenbreite und endet in einer Sackgasse. | 564 m                                                       | Alte Berufsbezeichnung für Ärzte                                                 | | Bild gesucht BW                   |
| Meibomstraße (Lage)                           | Kernstadt     |                | Ab Alersstraße nach Norden bis Friedrichstraße. | 172 m                                                       | Adelsgeschlecht Meibom                                                           | | Bild gesucht BW                   |
| Memelstraße (Lage)                            | Kernstadt     |                | Von der Kreuzung Konrad-Adenauer-Platz/Marientaler Straße/Triftweg/Vorsfelder Straße als Fortsetzung von Triftweg nach Nordosten führend. Geht an der Kreuzung zur Autobahnauf- und -abfahrt der Bundesautobahn 2 Nr. 62 Helmstedt-Zentrum mit Walbecker Straße in die L644 über, die zum Stadtteil Bad Helmstedt führt.                                                                                                   | 754 m                                                       | Fluss Memel                                                                      | Gartengemeinschaft Im Hopfenkampe e.V., Drillingskiefer, | Bild gesucht BW                   |
| Mohnweg (Lage)                                | Emmerstedt    |                | Nördlich und südlich gelegene Stichstraßen von Keestraße. | 120 m                                                       | Pflanzengattung Mohn                                                             | | Bild gesucht BW                   |
| Mönchsweg (Lage)                              | Kernstadt     | Galgenbreite   | Von der Ritterstraße zur Pilgergrasse. | 121 m                                                       | Mönche                                                                           | | Bild gesucht BW                   |
| Mondeviller Straße (Lage)                     | Büddenstedt   |                | Beginnt im Norden von der Königsberger Straße und verläuft südöstlich bis zur Kreuzung mit Im Kleibersfeld. Die Straße setzt sich dann nach Südwesten fort und endet in einer Sackgasse. | 333 m                                                       | Partnerstadt Mondeville (Calvados)                                               | | Bild gesucht BW                   |
| Mörikestraße (Lage)                           | Kernstadt     | Warneckenberg  | Ab Alter Schwanefelder Weg nach Südosten. Endet an Lessingplatz. | 298 m                                                       |                                                                                  | | Bild gesucht BW                   |
| Mosheimstraße (Lage)                          | Kernstadt     |                | Von Heinrich-Kremp-Straße nach Nordosten führend. Endet an Henkestraße. | 185 m                                                       | Theologe Johann Lorenz von Mosheim                                               | | Bild gesucht BW                   |
| Mozartstraße (Lage)                           | Kernstadt     | Maschsiedlung  | Beginnt an Johann-Sebastian-Bach-Straße und führt in südöstlicher Richtung nach Maschweg. | 284 m                                                       | Komponist Wolfgang Amadeus Mozart                                                | | Bild gesucht BW                   |
| Mühlgraben (Lage)                             | Kernstadt     |                | Beginnt an Konrad-Adenauer-Platz und führt nach Westen. Endet nach der Querung von Bruchweg in Sackgasse. | 435 m                                                       |                                                                                  | Industriegebiet | Bild gesucht BW                   |
| Naumburger Straße (Lage)                      | Kernstadt     |                | Ab Leipziger Straße in südwestlicher Richtung bis zum Übergang Zwickauer Straße. | 200 m                                                       | Stadt Naumburg                                                                   | | Bild gesucht BW                   |
| Neißestraße (Lage)                            | Kernstadt     |                | Stichstraße in südöstlicher Richtung ab Memelstraße. | 196 m                                                       | Fluss Lausitzer Neiße                                                            | | Bild gesucht BW                   |
| Neue Siedlung (Lage)                          | Emmerstedt    |                | Ab Hauptstraße nach Norden . Endet hinter der Kreuzung Fasanenstraße/Kleestraße in einer Sackgasse. | 262 m                                                       |                                                                                  | | Bild gesucht BW                   |
| Neue Straße (Lage)                            | Barmke        |                | Stichstraße in östlicher Richtung von Brunsolstraße. | 227 m                                                       |                                                                                  | | Bild gesucht BW                   |
| Neumärker Straße (Lage)                       | Kernstadt     | Innenstadt     | Im Westen ab der Kreuzung Gröpern/Harsleber Torstraße/Juliusstraße als Fußgängerzone nach Osten führend und am Markt endend. | 331 m                                                       |                                                                                  | Markt, Rathaus Stadt Helmstedt, Hausmannsturm |                                   |
| Nonnenstieg (Lage)                            | Kernstadt     | Galgenbreite   | Von der Galgenbreite zur Ritterstraße. | 196 m                                                       | Nonne                                                                            | | Bild gesucht BW                   |
| Nordertor (Lage)                              | Kernstadt     | Innenstadt     | Ab Galgenbreite zunächst nach Westen, dann Südwesten verlaufend und an Ritterstraße endend. | 91 m                                                        | Nördliches Stadttor                                                              | | Bild gesucht BW                   |
| Nordstraße (Lage)                             | Kernstadt     |                | Ab Memelstraße nach Südosten. Endet an Walbecker Straße. | 521 m                                                       | Straße im Norden des Orts                                                        | Feuerwehr Helmstedt |                                   |
| Northamweg (Lage)                             | Büddenstedt   |                | Als Stichstraße nördlich von Übergang Oststraße/Stettiner Straße. | 86 m                                                        |                                                                                  | | Bild gesucht BW                   |
| Ofeldblick (Lage)                             | Emmerstedt    |                | Stichstraße von Sportplatzstraße nach Osten führend. | 86 m                                                        | ehemalige Siedlung Ofeld                                                         | | Bild gesucht BW                   |
| Oderring (Lage)                               | Kernstadt     | Ziegelberg     | Ab Memelstraße nach Norden führend. Ringabschnitt nördlich liegend. | 452 m                                                       | Fluss Oder                                                                       | | Bild gesucht BW                   |
| Ostendorf (Lage)                              | Kernstadt     | Innenstadt     | Stichstraße nach Nordosten ab Magdeburger Straße (Verlängerung von Kleiner Wall) | 183 m                                                       | Straße im Osten des Orts                                                         | Kloster St. Ludgeri, Grundschule St. Ludgeri | Bild gesucht BW                   |
| Oststraße (Lage)                              | Büddenstedt   |                | Ab Kreuzung Am Ring als Verlängerung von Wilhelm-Raabe-Straße nach Osten führend. Endet an Kreuzung Northamweg/Stettiner Straße. | 295 m                                                       | Straße im Osten des Orts                                                         | | Bild gesucht BW                   |
| Papenberg (Lage)                              | Kernstadt     | Innenstadt     | Aus Übergang von Kornstraße als Einbahnstraße nach Südosten führend. Endet im Übergang zu Magdeburger Straße ab Kreuzung Edelhöfe. Verläuft platzartig nach Süden bis Kreuzung Kirchstraße/Georg-Calix-Platz. | 196 m                                                       |                                                                                  | | Papenberg Helmstedt               |
| Parkstraße (Lage)                             | Kernstadt     |                | Ab Kreuzung Johannesstraße/Friedrich-Ebert-Straße/Südstraße als Verlängerung der Friedrich-Ebert-Straße nach Nordwesten bis an Wilhelmstraße. | 182 m                                                       | Grünanlage                                                                       | | Bild gesucht BW                   |
| Pastorenweg (Lage)                            | Kernstadt     |                | Ab Triftweg nach Westen führend. Nördliche Stichstraße zu Kläranlage und Tierheim. Quert Bahnstrecke Helmstedt—Oebisfelde und Bundesstraße 244. Im weiteren Verlauf als Feldweg südwestlich am Industriegebiet Helmstedt-Emmerstedt vorbei nach Stadtteil Emmerstedt. | 2746 m                                                      | Pastor                                                                           | Kläranlage, Tierheim, Industriegebiet Helmstedt-Emmerstedt, Segelflugplatz Rote Wiese, Umspannwerk | Bild gesucht BW                   |
| Paulskamp (Lage)                              | Kernstadt     |                | Ab Schöninger Straße als Einbahnstraße nach Westen bis an Gustav-Steinbrecher-Straße. | 134 m                                                       |                                                                                  | | Bild gesucht BW                   |
| Pestalozzistraße (Lage)                       | Kernstadt     |                | Ab Elzweg in nordwestlicher Richtung bis an Kreuzung Glockbergstraße. In der Verlängerung als Runstedter Straße. | 274 m                                                       | Pädagoge Johann Heinrich Pestalozzi                                              | Grundschule Pestalozzistraße, St.-Thomas-Kirche | Bild gesucht BW                   |
| Pilgergasse (Lage)                            | Kernstadt     | Galgenbreite   | Verbindet nördlichen und südlichen Abschnitt der Ritterstraße. | 296 m                                                       | Pilger                                                                           | | Bild gesucht BW                   |
| Pollenweg (Lage)                              | Emmerstedt    |                | Von Beuteweg als Stichstraße nach Südosten. | 59 m                                                        | Imker                                                                            | Nicht in allen Kartendiensten verzeichnet. Baugebiet „Im Rottlande II“ | Bild gesucht BW                   |
| Porsche Straße (Lage)                         | Emmerstedt    |                | Als Stichstraße ab Von-Guericke-Straße nach Norden. | 555 m                                                       | Ingenieur Ferdinand Porsche                                                      | Industriegebiet Helmstedt-Emmerstedt, Lebenshilfe | Bild gesucht BW                   |
| Poststraße (Lage)                             | Kernstadt     |                | Als Verlängerung von Am Ludgerihof an der Kreuzung Magdeburger Straße/Magdeburger Tor. Nach Südwesten führend und im Westen in der Kreuzung Schöninger Straße/Südertor in der Verlängerung Wilhelmstraße endend. Ist Teil der südlichen innenstädtischen Umfahrung. | 309 m                                                       | Post                                                                             | Hauptpost, Stadtarchiv Helmstedt | Bild gesucht BW                   |
| Poststraße (Lage)                             | Offleben      |                | Ab Alversdorfer Straße nach Nordwesten führend. Quert Gerhart-Hauptmann-Straße und führt weiter nach Norden bis zur Kreuzung mit Kirchstraße. Führt weiter nach Westen und endet an Lindenstraße. | 349 m                                                       | Post                                                                             | Ehemaliges Postamt in der Poststraße 3 | Bild gesucht BW                   |
| Pottkuhlenweg (Lage)                          | Kernstadt     |                | Fortsetzung des Tangermühlenwegs mit mehreren Stichstraßen und endet sowohl als Sackgasse als auch im Verlauf als Stollenweg. | 850 m                                                       |                                                                                  | | Bild gesucht BW                   |
| Prenzlauer Straße (Lage)                      | Kernstadt     |                | Ab Greifswalderstraße nach Südosten bis Schweriner Straße. | 169 m                                                       | Stadt Prenzlau                                                                   | | Bild gesucht BW                   |
| Privatstraße (Lage)                           | Kernstadt     |                | Von Schöninger Straße als Einbahnstraße nach Osten führend. Am östlichsten Punkt nach Nordwesten zurück nach Schöninger Straße. | 193 m                                                       |                                                                                  | | Bild gesucht BW                   |
| Querstraße (Lage)                             | Emmerstedt    |                | Von Barmker Straße nach Osten bis zu der Kreuzung mit Bergstraße. Endet in der Verlängerung als An der Blume. | 177 m                                                       | Gemäß dem Straßenverlauf                                                         | | Bild gesucht BW                   |
| Quittenweg (Lage)                             | Emmerstedt    | Windmühlenberg | Stichstraße nach Nordwesten von Am Schwarzen Berg. | 106 m                                                       | Pflanzenart Quitte                                                               | | Bild gesucht BW                   |
| Raabestraße (Lage)                            | Kernstadt     | Warneckenberg  | Ab Alter Schwanefelder Weg nach Südosten bis an Lessingstraße. | 324 m                                                       |                                                                                  | | Bild gesucht BW                   |
| Rathausplatz (Lage)                           | Büddenstedt   |                | Ab Am Rathaus nach Norden bis Friedrich-Ebert-Straße. Im Nordosten Übergang zu Kattreppeln. | Fläche 3000 m²                                              | Rathaus                                                                          | Rathaus Büddenstedt, Heimatmuseum Büddenstedt | Bild gesucht BW                   |
| Rebhuhnweg (Lage)                             | Emmerstedt    |                | Stichstraße in südlicher Richtung ab Fasanenstraße. Am Ende der befahrbaren Straße als Fußweg bis u. a. Falkenweg. | 42 m                                                        | Vogelart Rebhuhn                                                                 | | Bild gesucht BW                   |
| Reichenberger Straße (Lage)                   | Kernstadt     | Ziegelberg     | Von Marientaler Straße nach Nordosten bis zum Übergang Grünberger Straße. | 287 m                                                       |                                                                                  | | Bild gesucht BW                   |
| Rembrandtstraße (Lage)                        | Kernstadt     |                | Von Glockbergstraße westlich verlaufend an Runstedter Straße endend. | 194 m                                                       | Maler Rembrandt van Rijn                                                         | | Bild gesucht BW                   |
| Rennauer Straße (Lage)                        | Barmke        |                | Ab der Kreuzung Lindenhorst/Weidenkampstraße nach Westen bis zum Sportplatz führend. | 689 m                                                       | Ort Rennau                                                                       | Sportheim, Friedhof, Freiwillige Feuerwehr Barmke | Bild gesucht BW                   |
| Richard-Wagner-Platz (Lage)                   | Kernstadt     | Maschsiedlung  | Am nördlichsten Punkt der Richard-Wagner-Straße gelegen. | Fläche 1245 m²                                              | Komponist Richard Wagner                                                         | | Bild gesucht BW                   |
| Richard-Wagner-Straße (Lage)                  | Kernstadt     | Maschsiedlung  | Von Johann-Sebastian-Bach-Straße nach Nordosten führend. An Richard-Wagner-Platz nach Südosten bis Maschweg. | 197 m                                                       | Komponist Richard Wagner                                                         | | Bild gesucht BW                   |
| Ringstraße (Lage)                             | Büddenstedt   |                | Von Doktor-Heinrich-Jasper-Straße nach Nordosten führend. Führt nach einer Verbindungsstraße (zu Gartenstraße) nach Norden bis Martin-Luther-Platz. | 230 m                                                       |                                                                                  | Martin-Luther-Kirche | Bild gesucht BW                   |
| Ritterstraße (Lage)                           | Kernstadt     | Galgenbreite   | Beginnt und endet an der Galgenbreite. Die Pilgergasse verläuft parallel zum westlichen Abschnitt und verbindet nördlichen und südlichen Teil. | 614 m                                                       | Ritter                                                                           | | Bild gesucht BW                   |
| Rosenwinkel (Lage)                            | Kernstadt     | Innenstadt     | Ab Lindenplatz als Sackgasse nach Westen. | 55 m                                                        |                                                                                  | Eulenturm, Verwaltungsgebäude Landkreis Helmstedt |                                   |
| Rosmarinstraße (Lage)                         | Kernstadt     | Innenstadt     | Im Übergang von Edelhöfe ab der Kreuzung Stolzengasse nach Nordosten. Ab der Kreuzung mit Beek als Sackgasse für fahrenden Verkehr. Fußweg zu Streplingerrode. | 119 m                                                       | Pflanze Rosmarin                                                                 | | Bild gesucht BW                   |
| Roßstraße (Lage)                              | Kernstadt     |                | Ab Harbker Weg nach Osten bis Tangermühlenweg. | 206 m                                                       |                                                                                  | Altes Zollhaus | Bild gesucht BW                   |
| Rostocker Straße (Lage)                       | Kernstadt     |                | Ab Schweriner Straße nach Nordosten. Im weiteren Verlauf als Stralsunder Straße zurück nach Schweringer Straße. | 294 m                                                       | Stadt Rostock                                                                    | | Bild gesucht BW                   |
| Roter Torweg (Lage)                           | Kernstadt     | Warneckenberg  | Ab Kreuzung Am Ludgerihof/Goethestraße nach Nordosten bis Am Heuerskamp. | 617 m                                                       |                                                                                  | | Bild gesucht BW                   |
| Rottenweg (Lage)                              | Emmerstedt    |                | Ab Hauptstraße nach Norden ringförmig durch die gesamte Siedlung. | 686 m                                                       |                                                                                  | Rottenwegsiedlung | Bild gesucht BW                   |
| Rundweg (Lage)                                | Kernstadt     | Warneckenberg  | Ab Goethestraße nach Nordosten. An der Kreuzung mit Heinrich-von-Kleist-Weg nach Westen wieder an Goethestraße. | 268 m                                                       | Gemäß dem Straßenverlauf                                                         | | Bild gesucht BW                   |
| Runstedter Straße (Lage)                      | Kernstadt     |                | Im Süden von der Kreuzung Glockbergstraße als Verlängerung der Pestalozzistraße beginnend, nach Norden verlaufend. Im nördlichen Teil nach der Kreuzung Rembrandstraße in einer Sackgasse endend. | 375 m                                                       | Runstedt                                                                         | | Bild gesucht BW                   |
| Saalfelder Straße (Lage)                      | Kernstadt     |                | Ab Leipziger Straße als Stichstraße nach Südwesten. | 64 m                                                        | Stadt Saalfeld                                                                   | | Bild gesucht BW                   |
| Saarstraße (Lage)                             | Kernstadt     | Ziegelberg     | Von Memelstraße nach Norden bis Tilsiter Straße. | 195 m                                                       | Fluss Saar                                                                       | | Bild gesucht BW                   |
| Salamanderweg (Lage)                          | Barmke        |                | Ab Dorfbreite S-förmig nach Norden bis Rennauer Straße. | 218 m                                                       | Tierart Salamander                                                               | | Bild gesucht BW                   |
| Sandberg (Lage)                               | Emmerstedt    |                | Von Bergstraße nach Osten bis an Emmastraße. | 196 m                                                       |                                                                                  | | Bild gesucht BW                   |
| Sandbreite (Lage)                             | Kernstadt     |                | Von Harbker Weg nach Nordosten bis an Tangermühlenweg. | 222 m                                                       |                                                                                  | | Bild gesucht BW                   |
| Sankt-Barbara-Straße (Lage)                   | Büddenstedt   |                | Ab Bahnhofstraße in einem östlich verlaufenden Bogen nach Südosten. An Kattreppeln endend. | 310 m                                                       | Schutzpatronin der Bergleute Barbara von Nikomedien                              | St.-Barbara-Kirche |                                   |
| Schäferkamp (Lage)                            | Kernstadt     |                | Von Bruchweg nach Osten. Endet an Triftweg. | 286 m                                                       | Beruf Schäferei                                                                  | | Bild gesucht BW                   |
| Schellingweg (Lage)                           | Kernstadt     |                | Von Hegelstraße als Stichstraße nach Osten. | 62 m                                                        |                                                                                  | | Bild gesucht BW                   |
| Schild (Lage)                                 | Kernstadt     | Galgenbreite   | Vom Voigtweg zur Medicusstraße. | 310 m                                                       |                                                                                  | | Bild gesucht BW                   |
| Schillerstraße (Lage)                         | Kernstadt     |                | Ab Goethestraße nach Westen. Kreuzt Langer Wall und endet im Übergang zu Wallplatz. | 105 m                                                       | Philosoph Friedrich Schiller                                                     | | Bild gesucht BW                   |
| Schlangenweg (Lage)                           | Barmke        |                | Ab Dorfbreite in einer leichten S-Form nach Norden bis an Rennauer Straße. | 161 m                                                       |                                                                                  | | Bild gesucht BW                   |
| Schmiedegasse (Lage)                          | Kernstadt     | Innenstadt     | Ab Bauerstraße nach Nordosten bis Holzberg. | 30 m                                                        | Beruf Schmied                                                                    | Verbindungsweg | Bild gesucht BW                   |
| Schmiedestraße (Lage)                         | Emmerstedt    |                | Von der Kreuzung Auf dem Plane/Twete nach Norden bis an Hauptstraße. | 158 m                                                       | Beruf Schmied                                                                    | | Bild gesucht BW                   |
| Schöninger Straße (Lage)                      | Kernstadt     |                | Ab Kantstraße nach Nordosten parallel zur Bahnstrecke Braunschweig—Magdeburg. In Höhe des Bahnhofs nach Norden bis an Kreuzung Poststraße/Wilhelmstraße. In der Verlängerung als Südertor. | 1325 m                                                      | Straße nach Schöningen                                                           | Bahnhof Helmstedt, Stellwerk, Deutsches Rotes Kreuz Kreisverband Helmstedt, Hauptzollamt Braunschweig Dienstsitz Helmstedt (Zentrale Vollstreckungsstelle), EEW Energy from Waste GmbH                          | Bild gesucht BW                   |
| Schopenhauerweg (Lage)                        | Kernstadt     |                | Ab Kantstraße nach Nordosten. Endet im Übergang zu Leibnizstraße. | 96 m                                                        | Philosoph Arthur Schopenhauer                                                    | | Bild gesucht BW                   |
| Schubertweg (Lage)                            | Kernstadt     | Maschsiedlung  | Von Beethovenstraße nach Norden bis an Mozartstraße. | 123 m                                                       | Musiker Franz Schubert                                                           | | Bild gesucht BW                   |
| Schuhstraße (Lage)                            | Kernstadt     | Innenstadt     | Von Übergang Kybitzstraße (Markt) als Einbahnstraße zunächst nordwestlich, dann mehr in nördlicher Richtung bis an Kreuzung Albrechtstraße/Ziegenmarkt. | 177 m                                                       |                                                                                  | | Bild gesucht BW                   |
| Schulstraße (Lage)                            | Büddenstedt   |                | Als Verlängerung der Bergstraße ab der Kreuzung Bahnhofstraße nach Nordosten führend. Ab der Gabelung Am Sportplatz zunächst nach Osten, dann nach Südosten bis an Wulfersdorfer Straße. In der Verlängerung als Fußweg bis an Oststraße. | 707 m                                                       | Schule                                                                           | Ortsfeuerwehr Büddenstedt, Außenstelle Wichernschule Helmstedt (geschlossen 2015) |                                   |
| Schulstraße (Lage)                            | Kernstadt     |                | Von Feldstraße nach Südosten bis an Friedrichstraße. | 247 m                                                       | Schule                                                                           | | Bild gesucht BW                   |
| Schumannweg (Lage)                            | Kernstadt     | Maschsiedlung  | Als Fußweg ab Beethovenstraße nach Mozartstraße. | 107 m                                                       | Komponist Robert Schumann                                                        | Verbindungsweg | Bild gesucht BW                   |
| Schützenwall (Lage)                           | Kernstadt     | Innenstadt     | Ab Neumärker Straße als Verlängerung von Batteriewall nach Norden bis Nordertor. In der Verlängerung als Langer Wall. | 270 m                                                       | Schütze (Militär), Wallanlage                                                    | Hausmannsturm, Hallenbad Juliusbad, Bürgerhaus, Albrechtsplatz | Hausmannsturm                     |
| Schwalbenbreite (Lage)                        | Kernstadt     |                | An zwei Stellen von Emmerstedter Straße um Gewerbegebäude nach Norden. An der nördlichsten Stelle nach Osten führend bis an Marientaler Straße. | 559 m                                                       | Tierart der Schwalben                                                            | Katasteramt Stadt Helmstedt | Bild gesucht BW                   |
| Schwalbenweg (Lage)                           | Reinsdorf     |                | Von Alte Dorfstraße in einem Bogen nach Osten führend. An der östlichsten Stelle nach Südwesten zurück bis an Alte Dorfstraße. | 154 m                                                       | Tierart der Schwalben                                                            | Lebenshilfe Reinsdorf | Bild gesucht BW                   |
| Schweidnitzer Straße (Lage)                   | Kernstadt     | Ziegelberg     | Ab Liegnitzer Straße nach Südosten bis zur Gabelung Grünberger Straße. Weiter nach Osten bis zur Kreuzung Waldenburger Straße. In der Verlängerung als Sackgasse endend. | 296 m                                                       | Nach der niederschlesischen Stadt Schweidnitz, heute Świdnica                    | | Bild gesucht BW                   |
| Schweriner Straße (Lage)                      | Kernstadt     |                | Ab Leipziger Straße als Verlängerung von Wittenberger Straße nach Osten bzw. Südosten führend. Hinter der Kreuzung Prenzlauer Straße als ringförmige Sackgasse endend. Fußweg durch Grünanlage nach Fiuggiring. | 870 m                                                       | Stadt Schwerin                                                                   | | Bild gesucht BW                   |
| Siedlung Nord (Lage)                          | Offleben      |                | Ab Alversdorfer Straße nach Nordosten ringförmig um Wohngebäude führend. Am nördlichen Ende nach Nordosten bis an Lindenstraße. | 853 m                                                       | Siedlung im Norden                                                               | | Bild gesucht BW                   |
| Siedlung Süd (Lage)                           | Offleben      |                | Ab Alversdorfer Straße nach Südwesten. An T-Kreuzung nach Westen in Sackgasse endend. In südöstlicher Richtung weiter bis Gabelung. Südlicher Teil als Sackgasse nach Westen führend. In der Verlängerung weiter nach Südosten bis am südlichsten Ende im Übergang zu Triftweg endend. | 730 m                                                       | Siedlung im Süden                                                                | Kleingartenverein Am Oesterline Offleben e. V., Schrebergartenverein Hartmannslust e. V. | Bild gesucht BW                   |
| Sonnenweg (Lage)                              | Kernstadt     | Gartenstadt    | Von Landgrabentrift nach Westen bis an Roter Torweg. | 360 m                                                       | Sonne                                                                            | | Bild gesucht BW                   |
| Spindelweg (Lage)                             | Emmerstedt    |                | Ab Kreuzung Im Rottlande als Sackgasse nach Osten. | 73 m                                                        |                                                                                  | | Bild gesucht BW                   |
| Spitzwegstraße (Lage)                         | Kernstadt     |                | Im Norden an In der Gehrenbreite beginnend südlich verlaufend und im Südwesten an Runstedter Straße endend. | 163 m                                                       |                                                                                  | | Bild gesucht BW                   |
| Sportplatzstraße (Lage)                       | Emmerstedt    |                | Als Verlängerung von Kreuzstraße/Leineweberstraße zunächst nach Westen, dann Süden führend. Endet in einer Sackgasse am Sportplatz im Außenbereich. |                                                             | Sportplatz                                                                       | | Bild gesucht BW                   |
| Sankt-Barbara-Weg (Lage)                      | Kernstadt     |                | Vom Knappensteig zum Kohlenweg. Endet im südlichen Verlauf in einer Sackgasse. | 208 m                                                       | Schutzpatronin der Bergleute Barbara von Nikomedien                              | | Bild gesucht BW                   |
| Steigerweg (Lage)                             | Kernstadt     |                | Beginnt am Haldenweg und endet am Stollenweg. | 104 m                                                       | Steiger (Bergbau)                                                                | | Bild gesucht BW                   |
| Steinbergstraße (Lage)                        | Emmerstedt    | Windmühlenberg | Von Zur Neuen Breite nach Norden als Zufahrt zum Gewerbegebiet. Nach Kreuzung mit Am Lohen als Sackgasse endend. | 277 m                                                       |                                                                                  | Gewerbegebiet Neue Breite Nord Rettungswache Landkreis Helmstedt, Zirkus-/Messeplatz, Postverteilzentrum Helmstedt                                                                                              | Bild gesucht BW                   |
| Stendaler Straße (Lage)                       | Kernstadt     |                | Ab Brandenburger Straße nach Nordwesten. Nach Kreuzung Haldenslebener Straße weiter nach Nordwesten und als Sackgasse endend. Als Fußweg weiter bis an Leipziger Straße. | 400 m                                                       | Stadt Stendal                                                                    | | Bild gesucht BW                   |
| Stettiner Straße (Lage)                       | Büddenstedt   |                | Ab der Kreuzung Gartenstraße/Gasse als Verlängerung von Gasse (von Königsberger Straße kommend) nach Norden bis an Gabelung Northamweg/Oststraße. Weiter in der Verlängerung als Oststraße. | 267 m                                                       | Nach der westpommerischen Stadt Stettin, der heutigen polnischen Stadt Szczecin. | | Bild gesucht BW                   |
| Stettiner Straße (Lage)                       | Kernstadt     | Ziegelberg     | Ab Berliner Platz nach Norden bis an Breslauer Straße. | 179 m                                                       | Nach der westpommerischen Stadt Stettin, der heutigen polnischen Stadt Szczecin. | | Bild gesucht BW                   |
| Stobenstraße (Lage)                           | Kernstadt     | Innenstadt     | Von Langer Steinweg nach Südwesten führend. Kurz hinter der Kreuzung Bindegasse als Einbahnstraße bis an Kreuzung mit Neumärker Straße. Im weiteren Verlauf Bauerstraße. | 445 m                                                       |                                                                                  | Stadtbücherei Helmstedt, Bürgerhaus Helmstedt, Hallenbad Juliusbad, Rosengarten, Amtsgericht Helmstedt |                                   |
| Stollenweg (Lage)                             | Kernstadt     |                | Beginnt als Verlängerung des Pottkuhlenweg und endet am Harbker Weg. | 286 m                                                       | Stollen (Bergbau)                                                                | | Bild gesucht BW                   |
| Stolzengasse (Lage)                           | Kernstadt     | Innenstadt     | Von Edelhöfe als Stichstraße nach Südwesten. In der Verlängerung als Fußweg bis an Papenberg. | 75 m                                                        |                                                                                  | | Bild gesucht BW                   |
| Stralsunder Straße (Lage)                     | Kernstadt     |                | Ab Schweriner Straße nach Osten führend. Im weiteren Verlauf als nördlich gelegene Rostocker Straße wieder zurück an Schweriner Straße. | 253 m                                                       | Stralsund                                                                        | | Bild gesucht BW                   |
| Streplingerrode (Lage)                        | Kernstadt     | Innenstadt     | Ab Wallplatz als Einbahnstraße in nordwestlicher Richtung bis zur Kreuzung Kybitzstraße. Dort weiter als Ziegenmarkt/Albrechtstraße. | 226 m                                                       |                                                                                  | JFBZ Helmstedt | Bild gesucht BW                   |
| Südertor (Lage)                               | Kernstadt     | Innenstadt     | Als Verlängerung von Schöninger Straße ab Kreuzung Poststraße/Wilhelmstraße nach Nordwesten bis an Kreuzung Beguinenstraße/Lindenplatz/Lindenstraße. | 132 m                                                       | Südliches Stadttor                                                               | | Bild gesucht BW                   |
| Südstraße (Lage)                              | Kernstadt     |                | Als Verlängerung von Bülowstraße ab Kreuzung Gustav-Steinbrecher-Straße nach Osten bis an Wilhelmstraße. | 344 m                                                       | Südlich verlaufende Straße                                                       | Straßenverkehrsamt Helmstedt, Landkreis Helmstedt Verwaltungsgebäude Haus 5, Parkanlage „Alter Friedhof“ | Bild gesucht BW                   |
| Tangermühlenweg (Lage)                        | Kernstadt     |                | Ab Kreuzung mit Roßstraße und Magdeburger Tor als Verlängerung von Beendorfer Straße nach Südosten führend. Geht in Pottkuhlenweg über. | 650 m                                                       |                                                                                  | | Bild gesucht BW                   |
| Teichstraße (Lage)                            | Kernstadt     |                | Von Walbecker Straße Einbahnstraße nach Westen bis an Vorsfelder Straße. In der Verlängerung hinter der Kreuzung mit Vorsfelder Straße als Friedrichstraße weitergeführt. | 138 m                                                       | In der Nähe befindliches Gewässer Sternberger Teich                              | | Bild gesucht BW                   |
| Theodor-Storm-Weg (Lage)                      | Kernstadt     | Warneckenberg  | Ab Herder Straße nach Nordosten bis an Wilhelm-Busch-Straße. Verlängerung als Fußweg bis nach Vitréstraße. | 208 m                                                       | Schriftsteller Theodor Storm                                                     | | Bild gesucht BW                   |
| Thomas-Mann-Straße (Lage)                     | Kernstadt     | Warneckenberg  | Ab Herderstraße (Herder Platz) nach Nordosten bis an Wilhelm-Busch-Straße. | 250 m                                                       | Schriftsteller Thomas Mann                                                       | | Bild gesucht BW                   |
| Tiefetal (Lage)                               | Kernstadt     | Innenstadt     | Von Holzberg nach Norden bis an Neumärker Straße. | 50 m                                                        |                                                                                  | | Bild gesucht BW                   |
| Tilsiter Straße (Lage)                        | Kernstadt     | Ziegelberg     | Ab Marientaler Straße nach Nordosten bis an Königsberger Straße. | 267 m                                                       | Nach der ostpreußischen Stadt Tilsit, heute Sowetsk                              | St.-Michaelis-Kirche | Bild gesucht BW                   |
| Tonwerke (Lage)                               | Emmerstedt    | Windmühlenberg | Als Zufahrt zum Wohngebiet Windmühlenberg von Emmerstedter Landstraße nach Nordwesten führend. Endet hinter der Kreuzung mit Eisenweg in einer Sackgasse. | 339 m                                                       | Helmstedter Tonwerke                                                             | Arbeiter-Sameriter-Bund Kreisverband Helmstedt |                                   |
| Triftweg (Lage)                               | Kernstadt     |                | Ab der Kreuzung Braunschweiger Tor/Glockbergstraße/Henkestraße nach Norden bis an Kreuzung Marientaler Straße/Memelstraße/Vorsfelder Straße. | 915 m                                                       |                                                                                  | Helios Klinik St. Marienberg, Mütterzentrum Helmstedt e. V. | Bild gesucht BW                   |
| Triftweg (Lage)                               | Offleben      |                | Ab Alversdorfer Straße nach Südwesten. Am südlichsten Punkt Übergang nach Siedlung Süd. | 273 m                                                       |                                                                                  | | Bild gesucht BW                   |
| Turmweg (Lage)                                | Kernstadt     | Galgenbreite   | Von der Galgenbreite zur Medicusstraße. | 120 m                                                       |                                                                                  | | Bild gesucht BW                   |
| Twete (Lage)                                  | Emmerstedt    |                | Von Bauernbreite nach Osten bis an Schmiedestraße. | 65 m                                                        | Straßenart Twete                                                                 | | Bild gesucht BW                   |
| Virchowweg (Lage)                             | Kernstadt     |                | Ab Cornringstraße nach Nordosten. Gabelung in eine östlich gelegene Sackgasse und weiterer Verlauf nach Nordwesten bis an Friedrichstraße. | 150 m                                                       | Arzt Rudolf Virchow                                                              | | Bild gesucht BW                   |
| Vitréstraße (Lage)                            | Kernstadt     | Warneckenberg  | Im Westen von Chardstraße nach Süden führend. Im weiteren Verlauf nach weiter nach Südosten. Am östlichsten Punkt wieder zurück nach Chardstraße. | 258 m                                                       | Partnerstadt Vitré (Ille-et-Vilaine)                                             | | Bild gesucht BW                   |
| Voigtweg (Lage)                               | Kernstadt     | Galgenbreite   | Verlängerung der Ritterstraße. Von der Galgenbreite zur Medicusstraße. | 147 m                                                       | Bezug auf umliegende Straßen: Historisches Amt des Vogt                          | | Bild gesucht BW                   |
| Von-Guericke-Straße (Lage)                    | Emmerstedt    |                | Ab Emmerstedter Landstraße als Zufahrt zum Industriegebiet Helmstedt—Emmerstedt nach Südosten führend. Führt in West-Ost-Richtung durch das Industriegebiet bis an Kreuzung mit Bundesstraße 244 und Werner-von-Siemens-Straße. | 996 m                                                       | Physiker Otto von Guericke                                                       | Industriegebiet Helmstedt—Emmerstedt, TÜV-NORD Station Helmstedt, | Bild gesucht BW                   |
| Vorsfelder Straße (Lage)                      | Kernstadt     |                | Ab der Konrad-Adenauer-Platz (Kreuzung Emmerstedter Straße/Marientaler Straße/Memelstraße/Triftweg) nach Südosten bis an Kreuzung mit Walbecker Straße/Leuckartstraße. In der Verlängerung als Nordertor/Gröpern. | 600 m                                                       | Ort Vorsfelde                                                                    | | Bild gesucht BW                   |
| Wabenweg (Lage)                               | Emmerstedt    |                | Von Imkerweg zunächst nach Osten, dann Norden und Westen zurück an Imkerweg. | 203 m                                                       | Imker                                                                            | Baugebiet „Im Rottlande II“ | Bild gesucht BW                   |
| Wachtkamp (Lage)                              | Kernstadt     | Galgenbreite   | Von der Galgenbreite zur Medicusstraße. | 202 m                                                       |                                                                                  | | Bild gesucht BW                   |
| Walbecker Straße (Lage)                       | Kernstadt     | Maschsiedlung  | Von der Kreuzung Memelstraße als Verlängerung der Autobahnausfahrt Helmstedt-Zentrum nach Süden bis an Kreuzung mit Goethestraße. Im weiteren Verlauf nach Südwesten bis an Kreuzung mit Vorsfelder Straße/Nordertor. In der Verlängerung als Leuckartstraße. | 870 m                                                       | Stadt Walbeck                                                                    | | Bild gesucht BW                   |
| Walpurgiskirchhof (Lage)                      | Kernstadt     |                | Ab Walpurgisstraße nach Südwesten bis an Ziegenmarkt/Lager Steinweg. | 54 m                                                        |                                                                                  | Nicht in allen Kartendiensten verzeichnet. | Bild gesucht BW                   |
| Walpurgisstraße (Lage)                        | Kernstadt     | Innenstadt     | Von Kreuzung Langer Steinweg nach Osten führend. Ab der Kreuzung Walpurgiskirchhof als Sackgasse endend. | 273 m                                                       | Schutzpatronin der Seeleute Walburga                                             | St.-Walpurgis-Kirche | Bild gesucht BW                   |
| Waldenburger Straße (Lage)                    | Kernstadt     | Ziegelberg     | Ab der Kreuzung Liegnitzer Straße als Verlängerung von Breslauer Straße nach Südosten führend. Endet an Schweidnitzer Straße. | 284 m                                                       | Nach der schlesischen Stadt Waldenburg, heute Wałbrzych                          | | Bild gesucht BW                   |
| Wallgasse (Lage)                              | Kernstadt     |                | Ab Cornringplatz nach Südwesten bis an Braunschweiger Tor führend. In der Verlängerung als Gartenstraße. | 186 m                                                       | Wallanlage                                                                       | | Bild gesucht BW                   |
| Wallhof (Lage)                                | Kernstadt     | Innenstadt     | Ringstraße die nördlich von Streplingerrode abgeht. | 147 m                                                       | Wallanlage                                                                       | | Bild gesucht BW                   |
| Wallplatz (Lage)                              | Kernstadt     | Innenstadt     | Im Südkosten ab Beek nach Nordosten als Einbahnstraße bis an Schillerstraße. Nach Westen Übergang nach Streplingerrode. | Fläche 3735 m²                                              | Wallanlage                                                                       | DRK Seniorenpflegeheim am Wallplatz | Bild gesucht BW                   |
| Weichselstraße (Lage)                         | Kernstadt     | Ziegelberg     | Beginnt am westlichen Teil von Oderring und endet an südöstlichen Teil von Oderring. | 82 m                                                        | Weichsel                                                                         | | Bild gesucht BW                   |
| Weidenkampstraße (Lage)                       | Barmke        |                | Verlängerung von Lindenhorst nach Nordosten den Ort verlassend. Unterquert Bundesautobahn 2, Quert die Bahnstrecke Helmstedt—Oebisfelde (Abschnitt Helmstedt—Grasleben) und führt zum Ort Mariental und zum Ort Rottorf. | 1098 m                                                      |                                                                                  | | Bild gesucht BW                   |
| Weimarer Straße (Lage)                        | Kernstadt     |                | Beginnt und endet als westlich führende Ringstraße an und von Leipziger Straße. | 436 m                                                       | Stadt Weimar                                                                     | | Bild gesucht BW                   |
| Weinbergstraße (Lage)                         | Kernstadt     |                | Ab Nordstraße nach Südwesten. Endet an Vorsfelder Straße. | 161 m                                                       | Weinberg                                                                         | | Bild gesucht BW                   |
| Werner-von-Siemens-Straße (Lage)              | Kernstadt     |                | Von Emmerstedter Landstraße nach Süden bis Kreuzung mit Bundesstraße 244. In der südlichen Verlängerung als Sackgasse endend. In westlicher Richtung weiter als Von-Guericke-Straße. | 431 m                                                       | Ingenieur Werner von Siemens                                                     | Wertstoffhof | Bild gesucht BW                   |
| Westendorf (Lage)                             | Büddenstedt   |                | Westlich von K63 gelegene Stichstraße, die in südlicher Richtung führt. | 720 m                                                       | Westteil des Ortes                                                               | | Bild gesucht BW                   |
| Wiesenstraße (Lage)                           | Emmerstedt    |                | Von der Kreuzung Sportplatzstraße/Kreuzstraße als Verlängerung von Auf dem Plane nach Osten führend. Nach der Kreuzung mit Alte Siedlung als Stichstraße weiter nach Osten. Endet hinter dem östlichsten Punkt in einer Sackgasse in nördlicher Richtung. | 610 m                                                       | Wiese                                                                            | | Bild gesucht BW                   |
| Wiesenweg (Lage)                              | Offleben      |                | Stichstraße in südwestlicher Richtung von Kreuzung Alversdorfer Straße/Barneberger Straße/Poststraße. | 441 m                                                       | Wiese                                                                            | Ortsfeuerwehr Offleben | Bild gesucht BW                   |
| Wilhelm-Busch-Straße (Lage)                   | Kernstadt     | Warneckenberg  | Von Lessingstraße nach Osten bis an Roter Torweg. | 222 m                                                       | Autor Wilhelm Busch                                                              | | Bild gesucht BW                   |
| Wilhelm-Raabe-Straße (Lage)                   | Büddenstedt   |                | Von Kreuzung Am Ring als Verlängerung von Oststraße nach Westen führend. Endet hinter Kreuzung Doktor.Heinrich-Jasper-Straße an K63. | 225 m                                                       | Wilhelm Raabe                                                                    | | Bild gesucht BW                   |
| Wilhelmstraße (Lage)                          | Kernstadt     |                | Teil der südwestlichen innenstädtischen Umfahrung. | 612 m                                                       |                                                                                  | Lademann-Realschule | Bild gesucht BW                   |
| Willy-Brandt-Ring (Lage)                      | Kernstadt     |                | Vom Magdeburger Tor abgehend. Verläuft zunächst als normale Straße und weiter im nördlichen Teil als Ring mit weiteren abgehenden Straßen/Stichstraßen. | 888 m                                                       | Politiker Willy Brandt                                                           | | Bild gesucht BW                   |
| Winkel (Lage)                                 | Offleben      |                | Ab Lindenstraße nach Osten bis an Poststraße. | 50 m                                                        |                                                                                  | | Bild gesucht BW                   |
| Wismarer Straße (Lage)                        | Kernstadt     |                | Von Greifswalder Straße nach Südosten bis an Prenzlauer Straße. | 168 m                                                       | Stadt Wismar                                                                     | | Bild gesucht BW                   |
| Wittenberger Straße (Lage)                    | Kernstadt     |                | Von Erfuter Straße nach Nordosten bis an Leipziger Straße. In der Verlängerung als Schweriner Straße. | 165 m                                                       | Stadt Wittenberg                                                                 | | Bild gesucht BW                   |
| Wohldamm (Lage)                               | Kernstadt     |                | Ab Braunschweiger Straße nach Norden bis an Cornringplatz. | 146 m                                                       |                                                                                  | | Bild gesucht BW                   |
| Wulfersdorfer Straße (Lage)                   | Büddenstedt   |                | Von K63 nach Osten in den Ort bis an Am Tagebau führend. | 619 m                                                       | Ort Wulfersdorf                                                                  | | Bild gesucht BW                   |
| Ziegelstraße (Lage)                           | Emmerstedt    | Windmühlenberg | Ab Tonwerke nach Nordwesten bis Gabelung Finkenstraße. Nach Norden bis Zur Neuen Breite. | 459 m                                                       | Ziegelei                                                                         | | Bild gesucht BW                   |
| Ziegenmarkt (Lage)                            | Kernstadt     | Innenstadt     | Verlängerung von Streplingerrode nach Westen. Ab Kreuzung Albrechtstraße/Schuhstraße nach Nordwesten bis Kreuzung Walpurgiskirchhof. Im weiteren Verlauf als Langer Steinweg. | 110 m                                                       | Marktplatz, Ziegen                                                               | |                                   |
| Zirkusplatz (Lage)                            | Kernstadt     |                | Südlich von Maschweg zwischen Kreuzung Johann-Sebastian-Bach-Straße/Maschweg und Kreuzung Maschweg/Richard-Wagner-Straße gelegen. | Fläche 8735 m²                                              | Zirkus                                                                           | Hafermühlenteich, Maschstadion Nicht in allen Kartendiensten verzeichnet | Bild gesucht BW                   |
| Zuckerfabrik (Lage)                           | Offleben      |                | Ab Wiesenweg in östliche Richtung. Führt nach einem südlichen Wende in westliche Richtung zurück zum Wiesenweg. | 291 m                                                       | Zuckerfabrik                                                                     | | Bild gesucht BW                   |
| Zum Stüh (Lage)                               | Barmke        |                | Stichstraße von Dorfplatz in östliche Richtung. Führt nördlich und südlich um Kirche Barmke. Verlässt in Nordöstliche Richtung den Ort, unterquert Bundesautobahn 2 bis an Buschmühle. Quert Bahnstrecke Helmstedt—Oebisfelde (Abschnitt Grasleben—Helmstedt). | 499 m                                                       |                                                                                  | Buschmühlenteich, Schützenhaus Barmke, Kirche Barmke | Bild gesucht BW                   |
| Zur Neuen Breite (Lage)                       | Emmerstedt    | Windmühlenberg | Von Hauptstraße nach Nordwesten bis an Bundesstraße 244. | 2036 m                                                      |                                                                                  | | Bild gesucht BW                   |
| Zwickauer Straße (Lage)                       | Kernstadt     |                | Ab Chemnitzer Straße nach Südosten bis an Übergang zu Naumburger Straße. | 225 m                                                       | Stadt Zwickau                                                                    | | Bild gesucht BW                   |